# Rechtsstaatsverständnis im Nationalsozialismus
„Nationalsozialistischer deutscher Rechtsstaat“ und ähnliche Ausdrücke wie „der deutsche Rechtsstaat Adolf Hitlers“ wurden von nationalsozialistischen und den Nationalsozialisten nahestehenden Juristen mehrfach verwendet, um sich affirmativ auf ein ihres Erachtens spezifisch deutsches Rechtsstaats-Verständnis zu beziehen.
„Deutsch“ bedeutet dabei vor allem eine Abgrenzung von Abstraktion und Formalität des Gesetzesrechts und stattdessen die Postulierung eines „volksnahen“, intuitiv wahrzunehmenden Rechts, bei dem das Zusammentreffen von Recht und Gerechtigkeit und die Klarheit, was beides bedeute, immer schon garantiert sei.
Am explizitesten zur Verknüpfung von „deutsch“ und „Rechtsstaat“ haben sich der NS-Funktionär Hans Frank und der schon zu Weimarer Zeiten einflussreiche Staatsrechtsprofessor Carl Schmitt sowie der Magdeburger Regierungspräsident Helmut Nicolai geäußert. Sie sind diejenigen, die die Wörter „deutsch“ und „Rechtsstaat“ tatsächlich direkt (Frank und Schmitt) – oder allenfalls noch getrennt durch „nationalsozialistisch“ dazwischen (Nicolai) – hintereinander stellen, und diejenigen, die mit diesen Wendungen in der Sekundärliteratur öfters zitiert werden und sich ausführlicher auf frühere deutsche Rechtsverständnisse beziehen, die durch römische und westliche Einflüsse zwischenzeitlich verschüttet gewesen seien und die es wiederherzustellen gelte.
Historische Bezugspunkte für das als spezifisch „deutsch“ angesehenen Rechts- und Rechtsstaatsverständnis sind dabei – in spekulativ-rassentheoretischer Weise – das Rechtsverständnis eines nordisch-germanischen „Urvolkes“, der mittelalterliche Rechtsbewahrungsstaat vor Rezeption des Römischen Rechts sowie von den Rechtstheoretikern des 19. Jahrhunderts vor allem Lorenz von Stein, Rudolf Gneist, Otto von Gierke und – mit Einschränkungen – auch Robert von Mohl.
In der Sekundärliteratur sehen einige Autoren den Nationalsozialismus im Allgemeinen und den nationalsozialistischen Rechtsstaatsbegriff im Besonderen als Kulminationspunkt einer tatsächlichen Tendenz der deutschen Geschichte. Dies gilt ebenso im Allgemeinen (vgl. den Artikel „deutscher Sonderweg“) wie auch der Geschichte des Rechtsstaatsbegriffes im Besonderen (Maus und Bäumlin/Ridder), ohne dass diese Autoren sich freilich die Rückprojektion des Rechtsstaatsbegriffe auf Zeiten weit vor 1800 und die positive Bewertung jener Tendenz sich zu eigen machen würden. Andere sehen in dem nationalsozialistischen Rechtsstaatsbegriff entweder einen (objektiven) Missbrauch und/oder jedenfalls einen (subjektiv) unehrlichen Gebrauch des Wortes (Stolleis). Andererseits nehmen andere Autoren die nationalsozialistische Beanspruchung des Wortes „Rechtsstaat“ zwar zur Kenntnis, charakterisieren diese Verwendungsweise aber ohne nähere Begründung dennoch als „Rechtsstaatskritik“ (Schellenberg). – Viele Autoren schließlich, insbesondere der älteren Generation, ignorieren das Phänomen aber weithin.

## Verwendungsweise bei Hans Frank

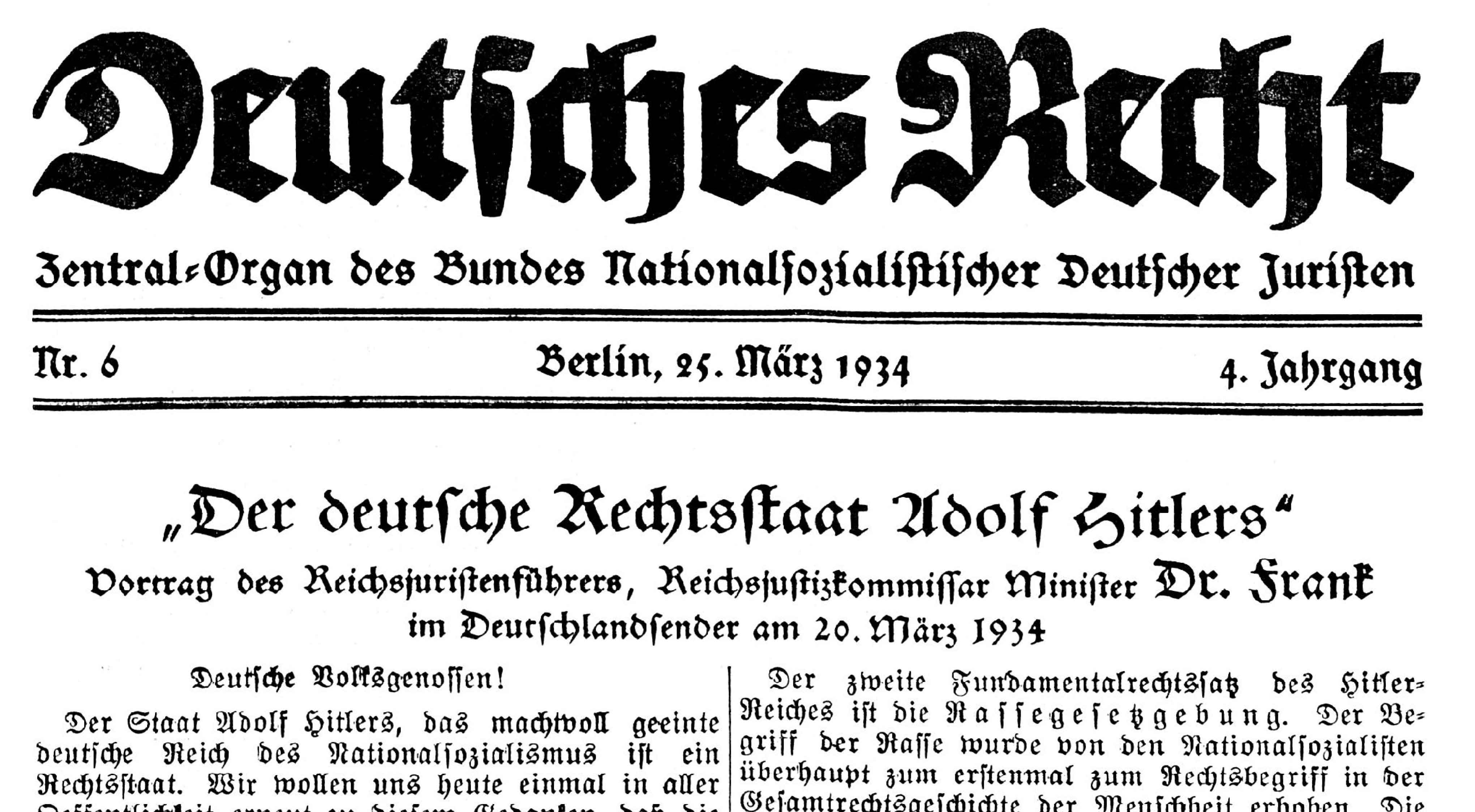
Deutsches Recht 1934, S. 120 – Hans Frank: „Der deutsche Rechtsstaat Adolf Hitlers“

Hans Frank (damals bayerischer Justizminister, Reichskommissar für die Gleichschaltung der Justiz und Präsident der Akademie für Deutsches Recht; später „Generalgouverneur“ für das besetzte Polen) veröffentlichte 1934 in dem – 1931 gegründeten – NS-Organ Deutsches Recht einen Aufsatz mit dem Titel „Der deutsche Rechtsstaat Adolf Hitlers“ als Abdruck einer zuvor von ihm im Deutschlandsender gehaltenen Rundfunkansprache. Der Ausdruck „deutsche[r] Rechtsstaat“ kommt nur in der Überschrift vor und wird nicht genauer erklärt.
Im ersten Satz des Aufsatzes heißt es ohne Beifügung des Adjektivs: „Der Staat Adolf Hitlers, das machtvoll geeinte Deutsche Reich des Nationalsozialismus, ist ein Rechtsstaat.“ Das spezifisch Deutsche an diesem Rechtsstaat ist anscheinend, dass der Inhalt seiner Rechtsordnung der „Rechtspolitik des Deutschtums“ entspreche; und in diesem Sinne werden dann eine ganze Reihe von nationalsozialistischen Rechtssetzungsakten aufgezählt, für die beansprucht wird, dass sie im deutschen Interesse seien. Eine Auseinandersetzung mit der Geschichte des Rechtsstaatsbegriffs und der Frage, ob es Äquivalente in anderen Sprachen gibt, findet nicht statt.
Zwei Aspekte geben aber dennoch näheren Aufschluss über den in diesem Begriff von „deutsche[r] Rechtsstaat“ implizierten Rechtsbegriff:

### Behauptete Rechtmäßigkeit der nationalsozialistischen Machtübernahme
Frank behauptet: „Wir wollen uns heute einmal in aller Oeffentlichkeit erneut zu diesem Gedanken, daß die Macht des Nationalsozialismus ausschließlich in den Formen des Rechts ihre Verwirklichung zu finden hat und zu finden sucht, bekennen. Die Machterreichung durch unseren Führer geschah in Anwendung der Formen, die die Reichsverfassung gab.“ (S. 120, Hervorhebung im Original)
Auf welch unsicherem Boden diese Behauptung bei Zugrundelegung eines positivistischen Rechtsverständnisses stand, zeigt schon der erste der von Frank aufgezählten Rechtssetzungsakte des „Kabinetts unseres Volkskanzlers“: die Beseitigung der „Länderhoheiten“ (S. 120), in deren Kontext auch die Abschaffung des Reichsrates durch Regierungs-Gesetz vom 14. Februar 1934 erfolgte. Die Abschaffung des Reichsrates war jedenfalls vom Ermächtigungsgesetz vom 24. März 1933 nicht gedeckt, denn dessen Art. 2 bestimmte: „Die von der Reichsregierung beschlossenen Reichsgesetze können von der Reichsverfassung abweichen, soweit sie nicht die Einrichtung des Reichstags und des Reichsrats als solche zum Gegenstand haben.“

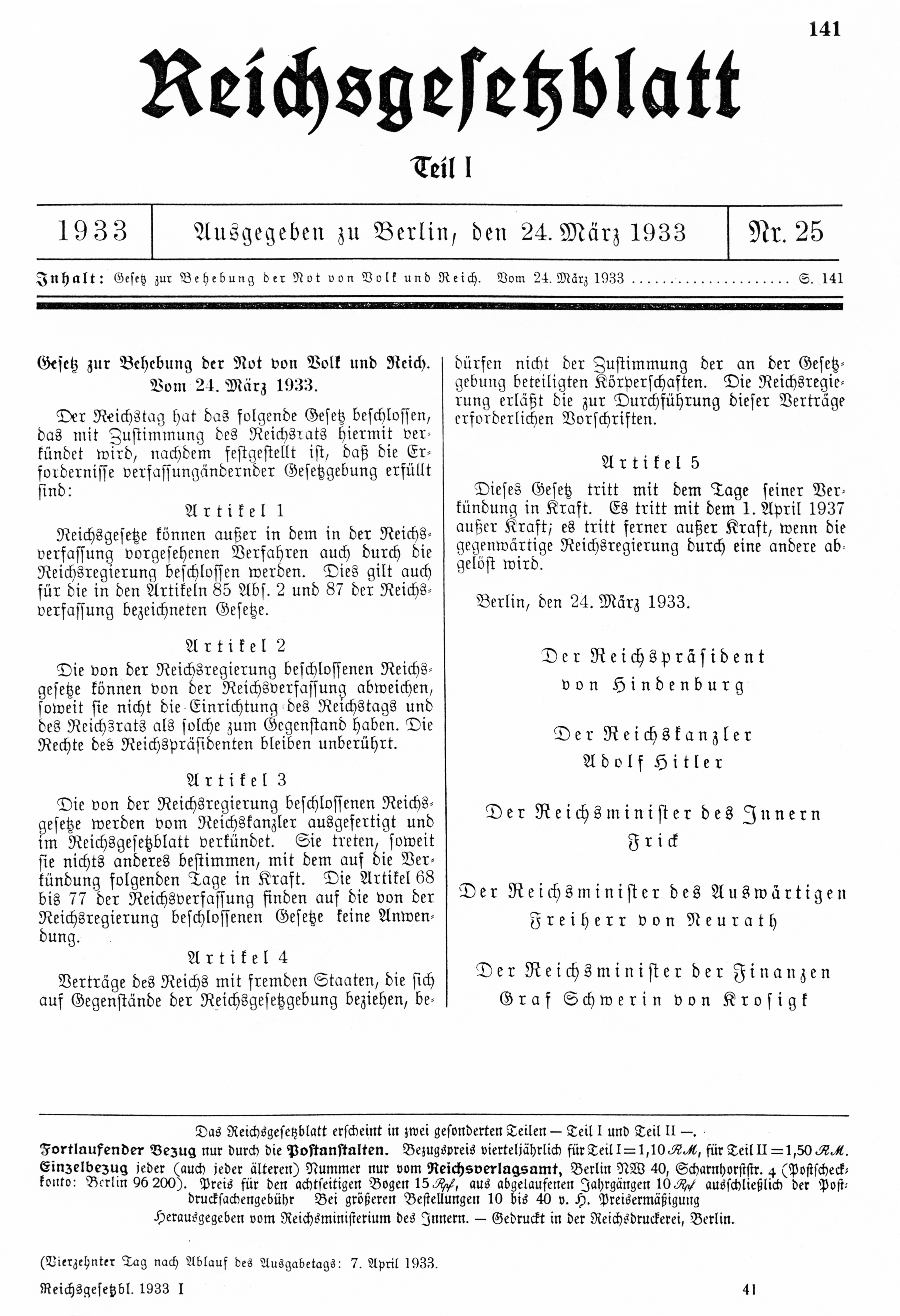
Das Ermächtigungsgesetz leitete ein, was Walter Pauly „Verfall“ und „Entformalisierung“ des Gesetzes-Begriffs während des Nationalsozialismus nennt: Die Reichsregierung unter Hitler wurde ermächtigt, Gesetze zu erlassen.

Ob dies stattdessen von Art. 4 des Reichstags-Gesetzes über den Neuaufbau des Reichs vom 30. Januar 1934 gedeckt war („Die Reichsregierung kann neues Verfassungsrecht setzen.“), ist zumindest zweifelhaft. Denn bei der Beseitigung des Reichsrates handelte es sich um die Beseitigung alten Verfassungsrechts und anhand des bloßen Gesetzeswortlautes ist auch nicht klar, ob überhaupt die Setzung neuen Reichsverfassungsrechts gemeint war oder nicht vielmehr die Setzung von neuem Landesverfassungsrecht durch die Reichsregierung.

### Entformalisierung des Rechtsbegriffs
Bei Frank findet sich zwar – anders als bei Schmitt (siehe dazu unten) – keine explizite Stellungnahme gegen ein formelles Rechtsstaatsverständnis (wie es bei Frank auch an jeder expliziten Stellungnahme zur Alternative von formellem und materiellem Rechtsstaatsverständnis fehlt). Eine Entformalisierung des Rechtsbegriffs ist aber auch von Frank beansprucht,
- wenn er postuliert, „die klaren Formen und Inhalte des Rechtslebens“ seien in Übereinstimmung mit der „Rechtsseele und den Rechtsüberzeugungen des deutschen Volkes“ gebracht worden,[21]
- und wenn er behauptet, dass der ständische Aufbau der nationalsozialistischen Juristenorganisation „nicht nach dem leeren Gesichtspunkt […], die äußere Funktion […] als ordnenden Gesichtspunkt […] anzusehen,“ erfolge, sondern vielmehr die „innere Wertung der Arbeit des einzelnen“ der Ausgangspunkt sei.[21]

Zwar beansprucht Frank auch „Rechtssicherheit“ und „Rechtsklarheit“ (S. 121) aber zugleich geht es ihm auch um „Rechtsschnelligkeit“ (S. 121) und um die Bekämpfung „jede[r] Form von Bürokratismus“: „Eine Verbürokratisierung bedeutet Erstarrung. Es ist nicht an dem, daß das Recht einer solchen Erstarrung zugänglich gemacht werden könnte.“

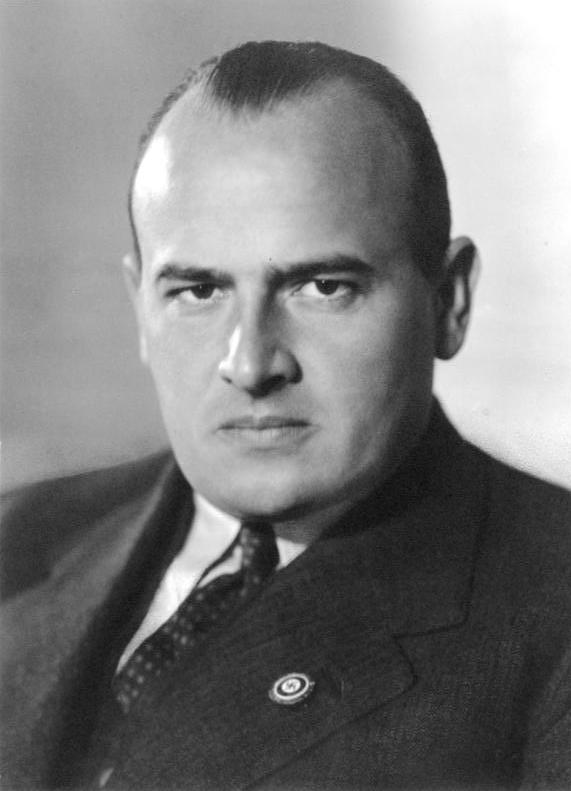
Hans Frank (1939) beanspruchte für den Nationalsozialismus den Begriff Rechtsstaat.

1939 bekräftigte Frank sein anti-positivistisches Rechtsverständnis. Recht ist nach Ansicht von Frank etwas der Gesetzgebung Prä-Existentes, das vom jeweiligen Gesetzgeber nur „an das Licht des Bewußtseins“ gebracht wird, und für die Rechtsauslegung postulierte Frank dort: „Die Auslegung des Rechtes darf nicht bloß logisch-sinngemäß sein, sie muß vor allem verständnismäßig das Richtige finden können. Weder in allzu großer Strenge, noch in unbestimmter Billigkeit liegt das Maß der Rechtsanwendung, sondern in dem richtigen Verständnis des Rechtsgeistes. Ohne diese verständnisvolle Rechtsanwendung ist das Gesetz tot, […].“ (Hervorhebung hinzugefügt)

### Deutscher Missionarismus
Eine Definition des spezifisch Deutschen an seinem Rechtsstaatsbegriff legt Frank allerdings auch deshalb nicht fest, weil er diesen entformalisierten Rechtsstaat auch anderen Völkern angedeihen lassen will (und er insofern keine essentielle Verknüpfung zwischen völkischer Identität und spezifischem Rechtsstaatskonzept behaupten kann):
„Die Akademie für Deutsches Recht hat […] auch die große Aufgabe, der Weltallgemeinheit die Überzeugung von dem ernsten und fachlichen Wollen des Nationalsozialismus zu übermitteln. […]. Gerade Rechtspolitik ist ein Teilausschnitt der Allgemeinpolitik, […] der am sichersten zu dem Ziele führt, eine gemeinschaftliche Basis für das Zusammenarbeiten der Völker und Staaten herbeizuführen.“
„Es ist an dem, daß auch diese [die oben angesprochene ständische] Art Organisation eines ernsten Berufsstandes mustergültig für die Entwicklung des Rechtsstaatsgedankens der ganzen Welt ist.“ (S. 122, Hervorhebung getilgt)
Bereits 1933 hatte Frank ausgeführt:
„Wir bekennen uns zum Rechtsstaat, und es ist in der ganzen Welt niemand befugt, dieses Bekenntnis zu bestreiten, und wer glaubt, gestützt auf die Behauptung, wir hätten eine Willkürregierung in Deutschland, im Ausland die Behauptungen aufstellen zu können, dem sei gesagt, bitte komm nach Deutschland und überzeuge dich selbst. Wir deutschen Juristen sind gerne bereit, euch Aufklärung zu geben und euch zu führen, […].“

### Sachsenspiegel und Römisches Recht als gegensätzliche Bezugspunkte der deutschen „Rechtsidee“
1935 schreibt Frank in seiner Einleitung zu dem Nationalsozialistischen Handbuch für Recht und Gesetzgebung: „Die nationalsozialistische Rechtspolitik fordert von uns: Die Sicherung des deutschen Volks in einem nationalsozialistischen Rechtsstaat“. Die dort vor- und nachstehenden Ausführungen geben näheren Aufschluss darüber, was nach Franks Ansicht das zunächst einmal spezifisch Deutsche (wenn auch verbreitungsfähige, siehe oben) seiner Rechts- und Rechtsstaatskonzeption ausmacht: Er zitiert Punkt 19 des Parteiprogramms der NSDAP („Wir fordern Ersatz für das der materialistischen Weltordnung dienende römische Recht durch ein deutsches Gemeinrecht.“), und auf der folgenden Seite schreibt er: „Das nationalsozialistische Rechtsdenken ist nicht vereinbar mit einem Recht, das sich in blutleeren Abstraktionen ergeht.“

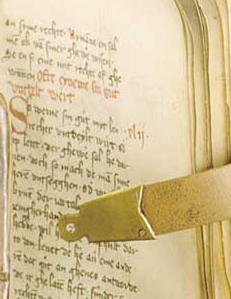
Ausschnitt einer Sachsenspiegel-Handschrift von 1385

Nach der Darstellung von Christian Hilger beruft sich Hans Frank auch in weiteren Schriften „auf ein ‚germanisches Urvolk‘, welches mit der Rezeption des römischen Rechts sich selbst gegenüber entfremdet worden sei. Besonders klar sei der deutsche Gedanke der Einheit von ‚Sitte‘ und Recht im Sachsenspiegel zum Ausdruck gekommen, der insofern als Maßstab für die weitere Rechtsentwicklung im Nationalsozialismus herangezogen werden müsse. Es gelte die dem deutschen Volk ‚ureigene‘, ‚ewige Rechtsidee‘ wieder zur vollen Entfaltung zu bringen und es nicht länger zum ‚Objekt der abstrahierenden Sätze des Formalrechts‘ zu degradieren.“

## Verwendungsweise bei Carl Schmitt
Nach Carl Schmitt stellen die Wendung Franks und seine eigenen Wendungen von 1934 „nationalsozialistischer Rechtsstaat“ und „nationalsozialistischer deutscher Rechtsstaat“ den „tiefe[n] Bedeutungswandel“, den das Wort „Rechtsstaat“ unter der Herrschaft des Nationalsozialismus insbesondere gegenüber der Weimarer Zeit erfahren habe, „außer Zweifel“.

### „Harmonie von Staat und Gesellschaft“ statt „Unterordnung des Staates unter die bürgerliche Gesellschaft“
Auch Carl Schmitt gab keine genaue Definition, was das Spezifische und vor allem das spezifisch Deutsche dieses Rechtsstaatsbegriff ausmache, aber er sah in jenen Wendungen eine „glücklichere [gemeint: erfolgreichere] Weiterführung der […] Bemühungen von Lorenz von Stein und Rudolf Gneist“. Über diese „Bemühungen“ hieß es bereits auf der dritten Seite des fraglichen Aufsatzes: „Große Denker und Gelehrte wie Lorenz von Stein und Rudolf Gneist versuchten unter ungeheuren Anstrengungen, mit Hilfe eines ‚deutschen‘, auf die Harmonie von Staat und Gesellschaft hinzielenden Rechtsstaatsbegriffes die Unterordnung des Staates unter die bürgerliche Gesellschaft aufzuhalten“, wie sie nach Ansicht Schmitts von Robert von Mohl mit dem Rechtsstaatsbegriff angezielt wurde. Aber auch Robert Mohl, der allgemein als derjenige gilt, der die weite Verbreitung des Begriffs auslöste, hält Schmitt immerhin zugute, dass er – anders als andere Autoren – Rechtsstaat und Polizeistaat nicht entgegensetzte. 1934 bezog Schmitt Mohl auch in die Belobigung wegen der „Versöhnung und Verbindung von Staat und bürgerlicher Gesellschaft“ sein:

„Große und bedeutende deutsche Gelehrte, wie Robert Mohl, Lorenz v. Stein, Rudolf Gneist, bedienen sich dieses Wortes [Rechtsstaat], um das eigentliche Problem des deutschen 19. Jahrhunderts zu lösen, nämlich die Versöhnung und Verbindung von Staat und bürgerlicher Gesellschaft. […]. Dieser Rechtsstaat soll ein Staat sein, in dem Staat und bürgerliche Gesellschaft organisch verbunden sind und der Dualismus beider, der fortwährende, offene oder latente Konflikt zwischen Staat und Bürger, Regierung und Parlament, Exekutive und Legislative durch ‚integrierende‘ Einrichtungen und Methoden überwunden wird.“

Erst danach beginnt nach Schmitts Darstellung das von ihm abgelehnte positivistische Stadium des Rechtsstaatsverständnisses.

#### Bezugnahme auf Lorenz von Stein
In seiner Schrift von 1935 bezog sich Schmitt zum einen – ohne wörtlich zu zitieren – auf S. 297 der (ersten und) zweiten, „durchaus umgearbeiteten“ Auflage des Teils I von Lorenz von Steins Verwaltungslehre. Gemeint zu sein scheint die folgende Passage auf S. 296 f. der zweiten Auflage: „Man muß zunächst davon ausgehen, daß Wort und Begriff des ‚Rechtsstaates‘ spezifisch deutsch sind. Beide kommen weder in einer nicht deutschen Literatur vor, noch sind sie in einer nicht deutschen Sprache correct wieder zu geben.“.
Nach Lorenz von Stein bestand die Spezifik des deutschen Rechtsstaatsbegriffs darin, dass er nicht gesetzeszentriert, sondern ein Begriff der (rechtswissenschaftlichen bzw. rechtsphilosophischen) Lehre war. Siehe dazu den Abschnitt Der Begriff „Rechtsstaat“ im Artikel Rechtsstaatsbegriff.

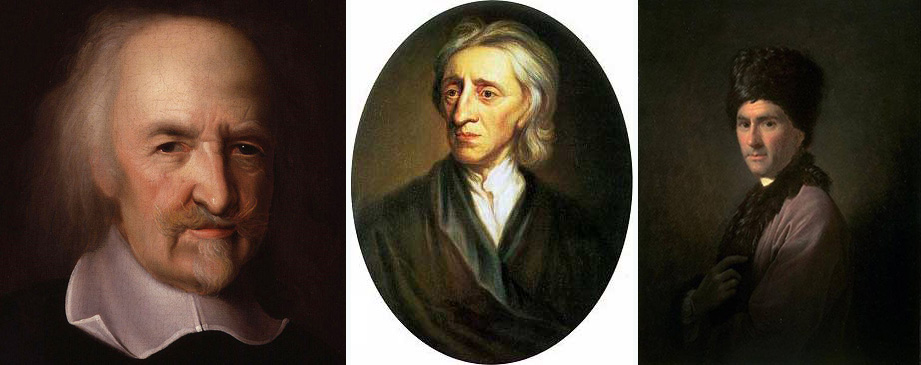
Im 17. und 18. Jh. begründeten Hobbes, Locke und Rousseau in England und Frankreich die Lehre vom Gesellschaftsvertrag.

Gemeint sein könnte außerdem auch noch eine Passage auf S. 297 unten / 298 oben, wo Stein zwei Epochen des Rechtsstaats unterscheidet. In der ersten Epoche (die sich wohl vor allem auf Zeiten vor Aufkommen des Rechtsstaatsbegriffes und auf ausländische Autoren bezieht) wurde der Staat (konzeptionell) durch Gesellschaftsvertrag begründet, und in der zweiten – und nach Stein wohl vorzuziehenden – Phase fällt diese Begründung weg:

„Hier [in der zweiten Epoche] ist es nicht mehr nothwendig, auf den Vertrag als Grundlage der Rechtsbegränzung der Regierung zurückzugehen; […] weder Herbart noch Kraus noch Hegel noch Stahl [denken] mehr an einen Vertrag […], und der Vertrag [verschwindet] selbst aus gewöhnlichen Werken, wie Bluntschli“

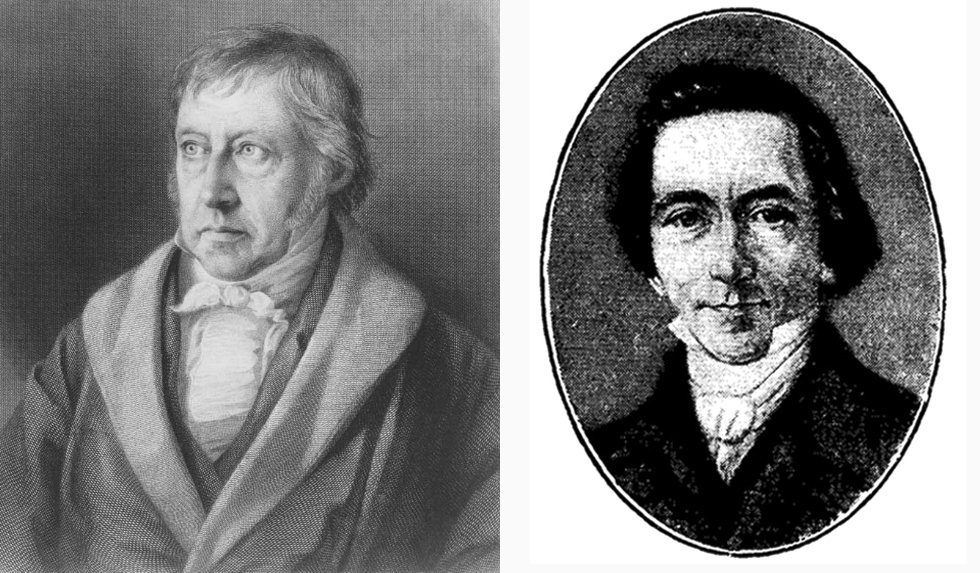
Hegel und Stahl begründeten in Deutschland im 19. Jahrhundert den sittlichen Staat und den Rechtsstaat ohne Gesellschaftsvertrag.

Damit drückte Stein etwas mit affirmativer Konnotation aus, was spätere Autoren – nunmehr mit negativer Konnotation – wie folgt formulierten: Das deutsche Rechtsstaats-Konzept sei – anders als die britische rule of law – nicht demokratisch-staatskonstituierend, sondern sei als bloße Begrenzung des vorgefundenen und hingenommenen Obrigkeitsstaates entwickelt worden.

#### Bezugnahme auf Rudolf Gneist
Zum anderen bezog sich Schmitt auf die Seiten 1 und 180 f. sowie 181 f. von Rudolf Gneists Der Rechtsstaat von 1872, wobei Schmitt die beiden zuletzt genannten Stelle wörtlich zitiert:

„Der Rechtsstaat ist kein Juristenstaat, […]. Wenn […] die extremen Elemente der Gesellschaft dem Staat […] sein Recht und seine Existenz bestreiten, wenn die wesentlichsten Rechte der Staatsgewalt kurz und absprechend als Polizei, Bureaukratie und Willkühr bezeichnet werden, so, denke ich, wäre es der Beruf des Juristen, daran zu erinnern, daß der deutsche Staat von Hause aus ein Rechtsstaat ist, daß nicht die ‚Bureaukratie‘, sondern das Mißverständnis unserer Gesellschaft den Rechtsstaat zerstört hat, daß unser Staat die Ordnung des Rechts und der Finanzen nicht erst von der Volksvertretung erlernt hat, sondern daß wir die vorhandenen tüchtigsten Staatseinrichtungen der europäischen Welt unter geordneter Mitwirkung der Gesellschaft nur fortsetzen und vervollkommnen wollen.“

### „Substantielle Gerechtigkeit“ statt „formale[r] Methoden“ – „Rechtsstaat“ statt „Gesetzesstaat“
Schon im Jahr zuvor hatte es Carl Schmitt in einem Aufsatz, auf den er sich in dem zitierten Aufsatz von 1935 erneut bezog, als eine „fremde Denkweise“ bezeichnet, wenn sich „[v]or die offenkundige substantielle Gerechtigkeit […] eine Reihe von formalen Methoden, Grundsätzen, Normen und Einrichtungen [schiebt] […], die aus dem Rechtsstaat einen bloßen Gesetzesstaat machen“. In diesem Sinne ist es zu verstehen, wenn Schmitt dort affirmativ und ohne Anführungszeichen vom „nationalsozialistischen Rechtsstaat“ und pejorativ vom liberalen, formellen „‚Rechtsstaat‘“ in Anführungszeichen spricht.

### Schmitts These von der Niederlage Steins und Gneists
Von einem „tiefe[n] Bedeutungswandel“, den das Wort „Rechtsstaat“ unter der Herrschaft des Nationalsozialismus erfahren habe, spricht Schmitt deshalb, weil nach seiner Darstellung die „Bemühungen“ Gneists und Steins gegenüber der Tendenz zur Formalisierung des Rechtsstaatsbegriffs nicht erfolgreich waren.
Verantwortlich für das formale Rechtsstaatsverständnis macht Schmitt einen – wie er sagt – „als ‚konservativ‘ anerkannten Autor: Friedrich Julius Stahl (Jolson)“, wobei die Anführungszeichen um „konservativ“ wohl anzeigen sollen, dass Schmitt Stahl nicht als wirklich „konservativ“ anerkannte; und der Klammerzusatz „(Jolson)“ verweist auf Stahls Namen vor dessen Konversion vom Juden- zum Christentum, womit das vermeintlich formale Rechtsstaatsverständnis zugleich als jüdisch markiert und in nationalsozialistischen Augen umso mehr diskreditiert ist.

## Verwendungsweise bei Helmut Nicolai

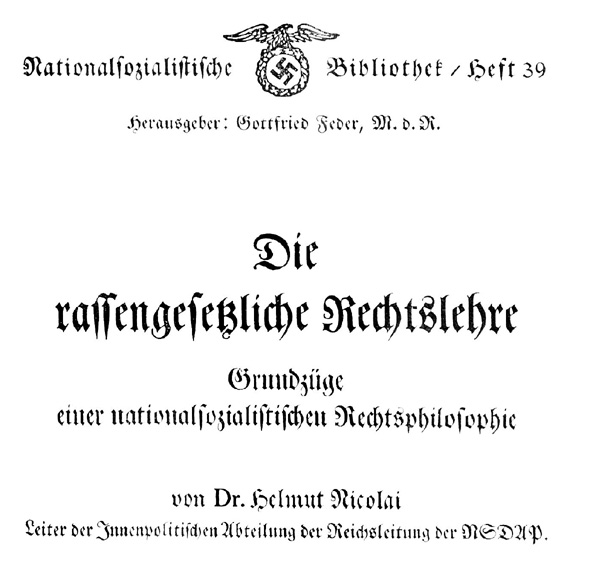
Helmut Nicolai verband den Begriff des Rechtsstaates mit „rassengesetzlichen“ Überlegungen.

Helmut Nicolai, Jurist, Rassentheoretiker und Leiter der wohl 1933 geschaffenen „Berufsgruppe Verwaltungsbeamte“ im BNSDJ, der 1935 nach Kompetenzstreitigkeit politisch kaltgestellt wurde, stellte folgende Verbindung von Rechtsstaat und „germanischem Rechtsgedanken“ her: „Dieser neue Staat, den wir schaffen, […], ist ein Rechtsstaat, ein Staat, in dem der germanische Rechtsgedanke an erster Stelle steht, wie er noch im Mittelalter an erster Stelle gestanden hatte, und wie er noch im Reich Friedrichs des Großen an erster Stelle gestanden hatte. Deshalb danken wir unserem Führer Adolf Hitler vor allem dafür, daß er uns Deutschen diesen Rechtsgedanken wiedergegeben hat. Ihm verdanken wir Juristen die Wiedererweckung des sittlichen Rechtsgedankens, die Neuschaffung des deutschen nationalsozialistischen Rechtsstaates.“
Was diesen „germanische Rechtsgedanke“ seines Erachtens ausmacht, wird von Nicolai an dieser Stelle nicht ausgeführt.

### Ablehnung des Positivismus als Merkmal der deutschen Auffassung vom Recht

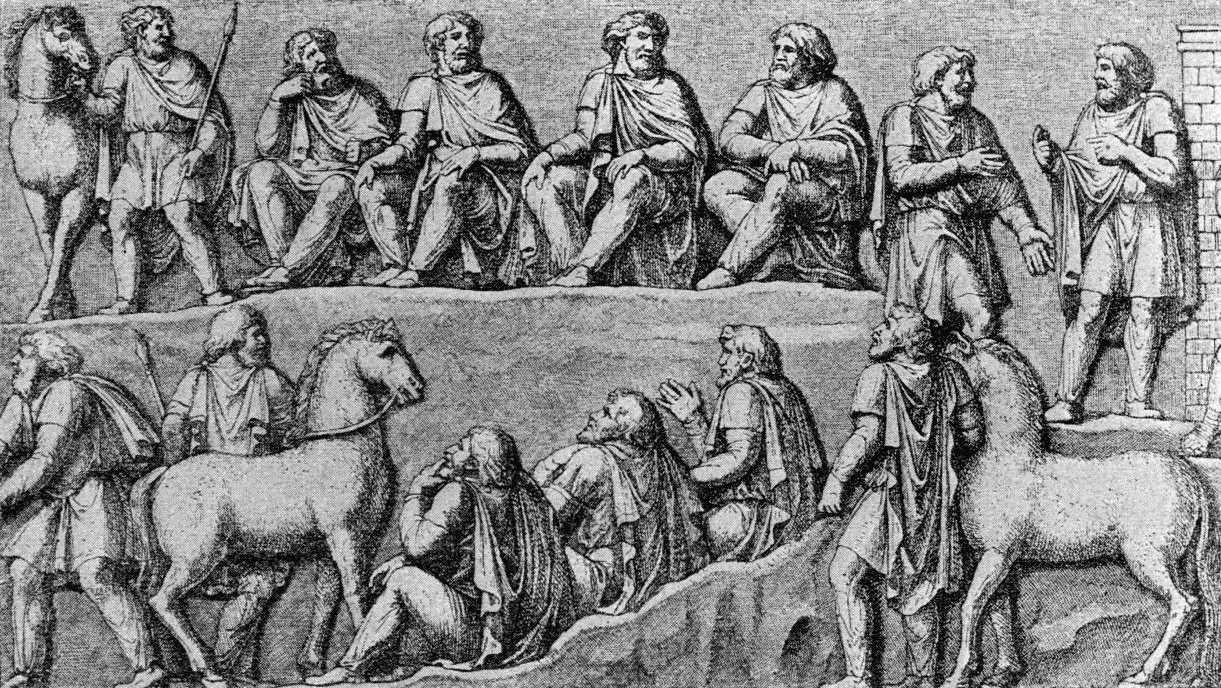
Römisches Relief an der Mark-Aurel-Säule zu Rom: germanische Ratsversammlung

Zuvor hieß es in der Rede zum Thema „deutsche Auffassung vom Recht“ aber schon: Die „liberale Rechtslehre wurde ‚Positivismus‘ genannt. Wenn ich einmal ganz kurz, schlagwortartig, sagen will, was darunter zu verstehen ist, so bedeutet Positivismus: der Staat macht die Gesetze, und die Gesetze haben die Juristen zu lernen und auszuführen, und mehr und anderes gibt es nicht. Ganz anders aber ist die deutsche Auffassung vom Recht, die wir Nationalsozialisten nach Punkt 19 unseres Programms vertreten und vertreten müssen. Zum Gesetz gehört auch geistiger Inhalt. Das Recht ist kein irdisches Ding, das man aus menschlichen Gesetzen erfahren kann, sondern die ewige Lebensordnung, die durch das Gesetz nur in Form gebracht wird, das Recht soll stets in Einklang stehen mit dem sittlichen Gesetz in den Sternen und unserer Brust.“ (S. 26) Aber selbst bei dieser, nach Nicolai, bloßen Formgebung des angeblich Vorgefundenen, ist der Gesetzgeber keine herausgehobene Instanz, sondern steht neben Richtern und Verwaltungsbeamten: „Das Recht wird letzten Endes immer wieder neugeformt im Hirn und Herzen des Gesetzgebers, des Verwaltungsbeamten und des Richters“ (S. 26). Und zum Maßstab dieser Formung heißt es dann: Für diese Aufgabe müssten die genannten Instanzen „großes Wissen mitbringen, […] vor allem ein Gewissen, das rassisch und völkisch bedingt ist. Deshalb wird das Recht immer rassisch bedingt sein, deshalb ist Recht ohne Rasse nicht zu verstehen und zu behandeln.“
Was dies für das „deutsche Recht“ bedeute, wird auch an dieser Stelle von Nicolai nicht ausgeführt, aber in seiner folgenden Schrift Rasse und Recht von 1933 geht er genauer darauf ein.

### Nordisches Recht gegen römisches und orientalisches Rechtsverständnis
Auch Nicolai bezieht sich auf ein „nordische[s] Urvolk“. Dessen Rechtsdenken sei dadurch gekennzeichnet, dass in ihm das Recht „mit dem absoluten ethischen Begriff von Wahrheit“ verbunden sei und dadurch als „das höchste Gut schlechthin“ gelte.“ Dagegen habe die späte römische Rechtswissenschaft die „Glanzleistung“ (bei Nicolai in distanzierenden Anführungszeichen) „der Trennung von Sittlichkeit und Recht“ vollbracht, „wie sie unserer modernen Zeit als selbstverständliche Wahrheit galt“.
Den gleichen Gegensatz stellte Nicolai schon 1932 in seiner Schrift Die rassengesetzliche Rechtslehre als Gegensatz von römischem und germanischem Recht dar: „Wenn nun der Römer gefragt wurde, was rechtens sei, so […] schlug er das Gesetzbuch auf, […] der alte Deutsche […] konnte sich nicht auf eine Anordnung der Staatsgewalt berufen, sondern mußte sein Gewissen befragen. Er konnte nicht in ein Gesetzbuch schauen, sondern mußte die Antwort aus dem Ideal des Rechts entnehmen, das vor ihm aufgerichtet stand, jenem allgemeinen Rechtsgedanken, der das Gemeinschaftsleben durchherrschte und dem Einzelnen verbindliche Richtschnur sein sollte.“ (S. 10)
Einen weiteren Gegensatz macht Nicolai zwischen dem „nordischen“ und dem „orientalischen“ Rechtsverständnis auf: Das „nordische“ Recht resultiere aus Gewohnheit (S. 20, Fn. 2) bzw. Gewissen (S. 34); das „orientalische“ Recht werde dagegen „nicht durch das Gewissen offenbar, sondern durch den Buchstaben eines Gesetzgebers.“ (S. 34)

### Der deutsche Rechtsstaat als der Staat der „Einheit von Naturgesetz und Sittengesetz“
Nach Nicolais rassenkundlicher Rechtslehre sind freilich auch „nordische“ Völker nicht davor gefeit, dem Gesetzes-Denken anheimzufallen: „Der Rassezerfall zieht den Zerfall der nordischen Rechtsordnung nach sich und umgekehrt. An die Stelle der Rechtsfindung aus dem Gewissen tritt die Rechtsfindung aus dem geschriebenen Gesetz.“ In diesem Sinne beantwortet Nicolai die anachronistische Frage, ob das späte Römische Reich ein Rechtsstaat gewesen sei: „Wenn wir den Maßstab der altnordischen Vorstellung von Recht anlegen, muß man diese Frage verneinen. Von der allumfassenden Rechtsidee der Einheit von Naturgesetz und Sittengesetz, des Kosmos, der ewigen göttlichen Ordnung aller Dinge war fast nichts mehr zu merken. Von der verpflichtenden Wirkung des Rechtsgewissens, […], war nur noch wenig zu spüren. In Wahrheit war dies römische Reich ein Juristenstaat“ – ein Staat, in dem Juristen das Recht in Büchern verzeichnen (S. 39) – „geworden, aber es war kein Rechtsstaat mehr.“ (S. 40, Hervorhebung im Original)

### Der deutsche Rechtsstaat als Staat der Einheit von Rechten und Pflichten

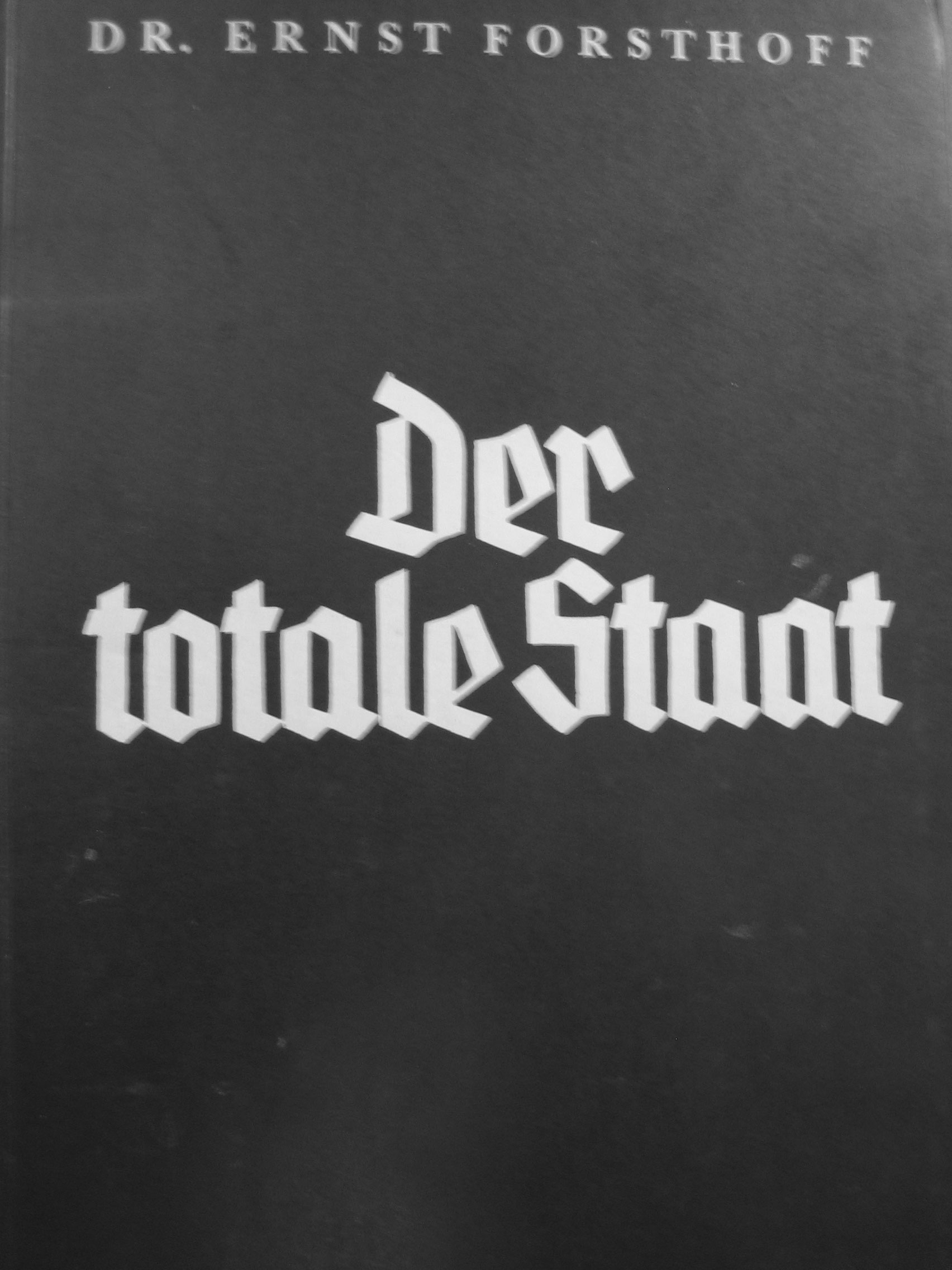
Der totale Staat, Hauptwerk von Ernst Forsthoff

Schließlich bezieht sich Nicolai auf den seines Erachtens „deutsch-rechtlichen Gedanken, der keine Sphäre kannte, die tun und lassen konnte, was sie wollte, sondern alle Berechtigung unter dem Gesichtswinkel der Pflicht betrachtete.“ (S. 49) In diesem Sinne stellt er – anknüpfend an Ernst Forsthoff den „totalen“ Staat, der Recht und Pflicht zusammendenke, dem „dualistischen“, liberalen Staat, der eine private Sphäre der Freiheit einer staatlichen Sphäre der Pflichten entgegensetze, gegenüber, und gelangt schließlich zu der Schlussfolgerung: „Wenn der liberale Staat sechs oder sieben oder eine beliebige Vielzahl von Weltanschauungen mit ebensoviel verschiedenen moralischen Wertungen als berechtigt nebeneinander bestehen ließe, […], ja auch bei dieser eigenen Unsicherheit des Urteils gar nicht mehr recht wagte, überhaupt noch zu strafen und den Verbrecher vor der Gerechtigkeit mehr in Schutz nahm als die Mitmenschen vor dem Verbrecher, dann kann man wahrhaftig kaum noch sagen, daß dieser liberale Staat den Ehrennamen ‚Rechtsstaat‘ verdient, […].“ (S. 55)

## Verwendungsweise bei Edgar Tatarin-Tarnheyden
Edgar Tatarin-Tarnheyden, nach Habilitation 1922 in Marburg Professor in Rostock, sprach 1933 affirmativ vom „völkischen Rechtsstaat“.
1934 bezeichnet er den Rechtsstaat als „vor allem deutschen Wert“: „Schon, daß der Rechtsstaat nicht selbstverständlich ist, beweist, daß Staat und Recht nicht dasselbe sind. Diese Vermählung des Staates mit dem Recht hat der national-soziale Staat von vornherein auf seine Fahne geschrieben; […]. Der Rechtsstaat ist ein ewiger menschlicher und vor allem deutscher Wert, aus dem sich erst die Gemeinschaft des Volkes vollendet. […]. Der Rechtsstaat bedeutet grundsätzlich Bindung auch des Handelns der Staatsorgane an unverletzliche Rechtsnormen, die freilich nicht unbedingt Gesetzesnormen zu sein brauchen […]. Demgegenüber muß vertreten werden, daß das Prinzip des Rechtsstaats […] sich stets gleichbleibt, wobei die ‚Bindung an das Recht‘ keineswegs mit positiver Gesetzmäßigkeit [gemeint: Gesetzmäßigkeit im positivistischen Sinne] identisch ist. Auf die Rechtsnorm kommt es freilich an, das führt aber keineswegs zu formaler Gesetzmäßigkeit“.

### Das Konzept der gestuften Staatsbürgerschaft

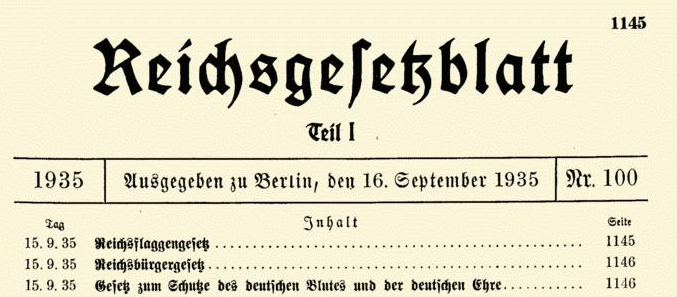
Die Nürnberger Gesetze

„Völkisch“ bedeutet dabei für Tatarin-Tarnheyden anscheinend (der Begriff wird nicht explizit definiert) zum einen, (außenpolitischen) auch alle Menschen „deutschen Blutes“, die in anderen Staaten leben, als deutsche Staatsbürger in Anspruch zu nehmen und (innenpolitisch) nur „Ariern […] germanischen Geblüts“ volle Staatsbürgerschaftsrechte zu gewähren. Beamtenrechte sind dabei für ihn nur ein erstklassiges Beispiel („vor allem“), für die einzuschränkenden Rechte. „Ariern nicht germanischen Geblüts“ und Juden deutscher Staatsangehörigkeit mit einem „arischen“ Großelternteil sollen volle Staatsbürgerschaftsrechte allenfalls bei besonderen „nationalen Verdiensten“ belassen werden; Personen mit beidseitig jüdischen Großeltern kommen in Tatarin-Tarnheydens „völkischem Rechtsstaat“ als Träger von Staatsbürgerrechten gar nicht in Betracht. Mit dieser Berücksichtigung von „nationalen Verdiensten“ lehnt sich Tatarin-Tarnheyden an das sogenannte „Frontkämpferprivileg“ in § 3 II des – gegen jüdische, sozialdemokratische und marxistische Beamte gerichteten – Gesetzes zur Wiederherstellung des Berufsbeamtentums an („Abs. 1 gilt nicht für Beamte, die bereits seit dem 1. August 1914 Beamte gewesen sind oder die im Weltkrieg an der Front für das Deutsche Reich oder für seine Verbündeten gekämpft haben oder deren Vater oder Söhne im Weltkrieg gefallen sind.“). Die auf eine Anregung Hindenburgs eingeführte Regelung, die dort als muss-Regelung („gilt nicht“) auch für Beamte mit vier jüdischen Großelternteilen gilt, will Tatarin-Tarnheyden allerdings nur bei einem begrenzteren Kreis von Personen ausschließlich „erwägen“. Im Übrigen antizipiert sein Konzept einer gestuften Staatsbürgerschaft (in Tatarin-Tarnheydens Terminologie: bloße „formal-juristische Staatsangehörigkeit“ und volles „aus Blut und Bewährung in Dienst und Treue erworbenes ‚Staatsbürgertum‘“) bereits 1933 die Nürnberger Gesetze von 1935 mit ihrer Unterscheidung zwischen „Reichsbürgerschaft“ und bloßer „Staatsangehörigkeit“ (§ 3 I und III: „Reichsbürger ist nur der Staatsangehörige deutschen oder artverwandten Blutes, der durch sein Verhalten beweist, daß er gewillt ist, in Treue dem Deutschen Volk und Reich zu dienen.“
„Der Reichsbürger ist der alleinige Träger der vollen politischen Rechte nach Maßgabe des Gesetzes.“)
Zum anderen bedeutet „völkisch“ Tatarin-Tarnheyden zufolge wohl, die „Zusammenhänge des Staates mit der organischen blutmäßigen Lebensganzheit“ zu beachten und die „Organismustheorie“ (gemeint ist wohl eine organisch-romantische Staats-Auffassung) nicht aus „überspitztem relativistischen Intellektualismus“ zu verwerfen.

### Gerechtigkeit als germanischer „Gemeinschaftswert“
1934 bezog sich Tatarin-Tarnheyden zustimmend auf Franks Charakterisierung Nazi-Deutschlands als Rechtsstaat und führte außerdem aus: „Der Rechtsstaat der strengen Rechtsbindung ist eben nie restlos durchzuführen: der Rechtsstaat bleibt stets ein Postulat der praktischen Staatspolitik, nie kann er restlos Wirklichkeit werden. Der Rechtsstaat bleibt trotzdem ein höchster sozialer Ordnungswert, der allein gegen Willkür schützen kann, und der insofern die Grundlage aller Kultur und zumal einer deutschen Kultur ist. Denn Deutschsein heißt gerecht sein. Der Rechtswert ist für den Germanen seit Urzeiten einer seiner höchsten Gemeinschaftswerte.“
Dass es ihm bei der Ablehnung von „Willkür“ nicht um die Sicherung individueller Freiheitsrechte zu tun war, hatte er zuvor schon deutlich gemacht: Den „Vertreter[n] des ‚liberalen Rechtsstaats‘“ warf er vor, sie „räumten dem Individuum sogar eine metastaatliche […] Stellung ein, sie verabsolutieren den Einzelnen dem Staate gegenüber, sie räumten ihm damit die rechtliche Priorität vor dem Staate ein: das lief auf einen Individuallibertinismus hinaus, der dem Staate stets und überall in den Arm zu fallen vermochte, indem man das Handeln des Staates nur zulassen wollte, wo alles genau im voraus geregelt war, im normenfreien Raum aber den Vorrang des Individualinteresses postulierte. Das war das Korrelat zum wirtschaftlichen Libertinismus des ‚Laisser faire, laisser aller!‘“

### HitlersMein Kampfund Otto Gierke
Das „ethische Grundbekenntnis des neuen Staats“ findet Tatarin-Tarnheyden in Hitlers Mein Kampf:

„Die nationale Revolution hat dem deutschen Staatswesen, das bisher in seinem formalrechtlichen Relativismus glaubens- und bekenntnislos war, eine neue Staatsidee, ich möchte sagen einen neuen staatlichen Ur-Nomos gegeben. Dieser ist durch das nationalsozialistische Programm, durch Hitlers Werk ‚Mein Kampf‘, durch die großen staatspolitischen Reden des Führers genügend deutlich gemacht und durch die Bestellung Adolf Hitlers zum Volkskanzler […] zum absoluten Siege gelangt. […]. Wir können diesen staatlichen Ur-Nomos bezeichnen als den – im Gegensatz zum System der 14 Jahre stehenden – einheitlichen, totalen, völkischdeutschen und sozialen Volksstaat, organischen, herrschaftlich-genossenschaftlichen Gepräges und christlicher Art. […]. Ein darin liegendes politisches und zugleich ethisches Grundbekenntnis des neuen Staats wirkt sich für das Problem des Rechtsstaats entscheidend aus. Durch den Sieg des Nationalsozialismus ist der Rechtsstaat keineswegs verschüttet, sondern entscheidend gekräftigt. Dank einem solchen festen alles soziale Leben erfassenden staatlichen Ur-Nomos kann der Rechtsstaat in Zukunft vielfach auf einen Paragraphenpluralismus verzichten. Die neue Staatsidee trägt die Menschen selber. Wo aber Normen gesetzt sind, da ist dieser Ur-Nomos Leitstern für ihre Anwendung und Auslegung, ja er füllt die Lücken der Gesetze entscheidend aus. Dadurch wird er zu dem, was ich schon in meinen ‚Berufsverbänden‘ (1930) als höchste ‚Interpretationsnorm‘ bezeichnet habe. Er ist selber keine positive Rechtsnorm, sondern die oberste bluthafte Kulturnorm der deutschen Volksganzheit, er wirkt sich aber entscheidend für die Vollendung der ‚deutschen Rechtsstaatlichkeit‘ aus, die nie und nimmer mit dem manchesterlich-marxistischen liberalen Rechtsstaat seligen Angedenkens verwechselt werden darf.“

Im Folgenden bezieht sich Tatarin-Tarnheyden unter anderem noch auf Otto Gierkes „Begriff der ‚herrschaftlichen Genossenschaft‘ […], in welchem sich Führerprinzip und völkische Genossenschaft zu einer Einheit vermählen“.

## Otto von Schweinichen: Rechtsstaat nach „germanische[r] Tradition“
Otto von Schweinichen sprach 1935 von einem „in dieser Weise [nämlich der der „germanischen Tradition“] nur für uns Deutsche gültigen rechtsstaatlichen Denken“. Dies sei nun „in moderner Gestalt fortzusetzen. Denn das Wesen des Nationalsozialismus, des von ihm ergriffenen Rechts- und Staatsdenkens, ist gerade die Überwindung des wertneutralen Positivismus, der das positive Gesetz als Selbstzweck versteht und insofern bereits mit dem Recht identifiziert.“ Zuvor bezog sich von Schweinichen bereits auf den Sachsenspiegel, Friedrich den Großen sowie außerdem auf Platon.

## Kurt Groß-Fengels

### Groß-Fengels’ relativ formell-positivistischer Ausgangspunkt

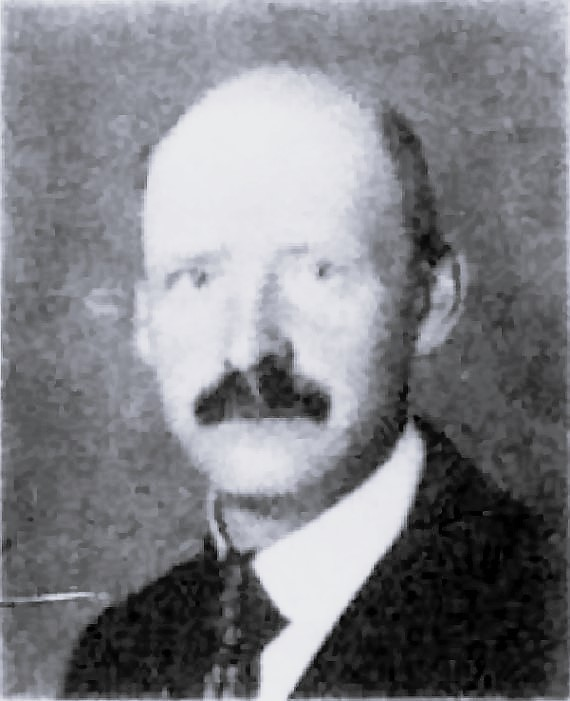
Gustav Radbruch (vor 1921). Kurt Groß-Fengels traute sich 1936, den sozialdemokratischen Rechtsphilosophen und vormaligen Weimarer Justizminister neutral bis zustimmend zu zitieren.

Die wohl am ehesten an einen formellen Rechtsstaatsbegriff anschließende Veröffentlichung der NS-Zeit dürfte Kurt Groß-Fengels‘ 1936er Marburger Dissertation Der Streit um den Rechtsstaat sein. Er zitiert Weimarer Schriften des zu dieser Zeit noch weitgehend positivistisch orientierten SPD-Mitgliedes Gustav Radbruch neutral bis zustimmend (S. 11 f.) und warnt vor allzu viel Übertreibung bei dem Bestreben, „Gerechtigkeit“ unmittelbar – d. h.: ohne Dazwischen-Schaltung von Gesetzen und also unter Verletzung der Rechtssicherheit – verwirklichen zu wollen (S. 12 – unter Hinweis auf Radbruch), und er verteidigt sogar (allerdings aufgrund einer eher materiellen Lesart) Julius Stahl gegen die Angriffe Carl Schmitts. Des Weiteren macht er im Großen und Ganzen deutlich, dass jene eher formalistische Orientierung zumindest ein Minimum an Freiheit für die Bürger sichern soll, wobei er freilich auch deren wirtschaftliche Bedeutung betont, und er unterlässt in seiner Schrift – anders als alle anderen hier behandelten Autoren – jede antisemitische Äußerung.
Groß-Fengels‘ Argumentationsstrategie besteht dabei darin, zum einen dieses relativ formale Rechtsstaatsverständnis und das 19. Jh. vor dem pauschalen, nationalsozialistischen Verdammnisurteil „liberal“ in Schutz zu nehmen und zum anderen Ursprünge dieses Rechtsstaatsverständnisses schon vor dem 19. Jh. auszumachen. Dies gelingt ihm freilich nur um den Preis erheblicher Verkürzungen einer originär formellen Rechtsstaatskonzeption; und dabei sind es gerade diese Verkürzungen, die Groß-Fengels als „zutiefst […] deutsch“ darstellt; und um den Preis, dass sich Groß-Fengels der nationalsozialistischen Verwerfung der Weimarer Republik anschließt.

### Die Abstriche an einer formellen Rechtsstaats- und Freiheitskonzeption als spezifisch deutsches Rechtsstaats- und Freiheitsverständnis
Zunächst einmal identifiziert Groß-Fengels das, was – unabhängig von „diese[r] oder jene[r] staatsrechtlichen Richtung“ – den Kern des Rechtsstaats ausmache, mit der Gesetzmäßigkeit der Verwaltung. Den gerichtlichen Rechtsschutz und die Gewaltenteilung interpretiert er dabei als (folglich nachrangige) bloße Mittel zu Erreichung dieses Zwecks (Gesetzmäßigkeit der Verwaltung). (S. 9 f.) Dabei gibt er der Gewaltenteilung eine in erster Linie gegen die Exekutive gerichtete Lesart: „seine [der Staates] Verwaltungsorgane [sollten] an unverbrüchliche Normen gebunden werden. Der Wert dieses Gedankens schien nun dann vollkommen gesichert, wenn man es unmöglich machte, daß die vollziehende Gewalt diese Normen von sich aus wieder umwerfen konnte.“. (S. 31) Dies ist nun der erste Abstrich, den Groß-Fengels vornimmt: Um den Rechtsstaatsbegriff für den Nationalsozialismus zu retten, darf Gesetzesbindung nicht nur Bindung an förmliche Parlamentsgesetze heißen, sondern er muss die nationalsozialistischen Regierungsgesetze als vollwertige Gesetze akzeptieren: „Auch dann, wenn […] die oberste Spitze der ausführenden Gewalt gleichzeitig oberster Gesetzgeber ist, bleibt die Möglichkeit, hinsichtlich der unteren Träger staatlicher Macht die Bindung an das Gesetz als eine Voraussicht gewährende, unverbrüchliche Regel als Wert anzuerkennen.“ (S. 19)

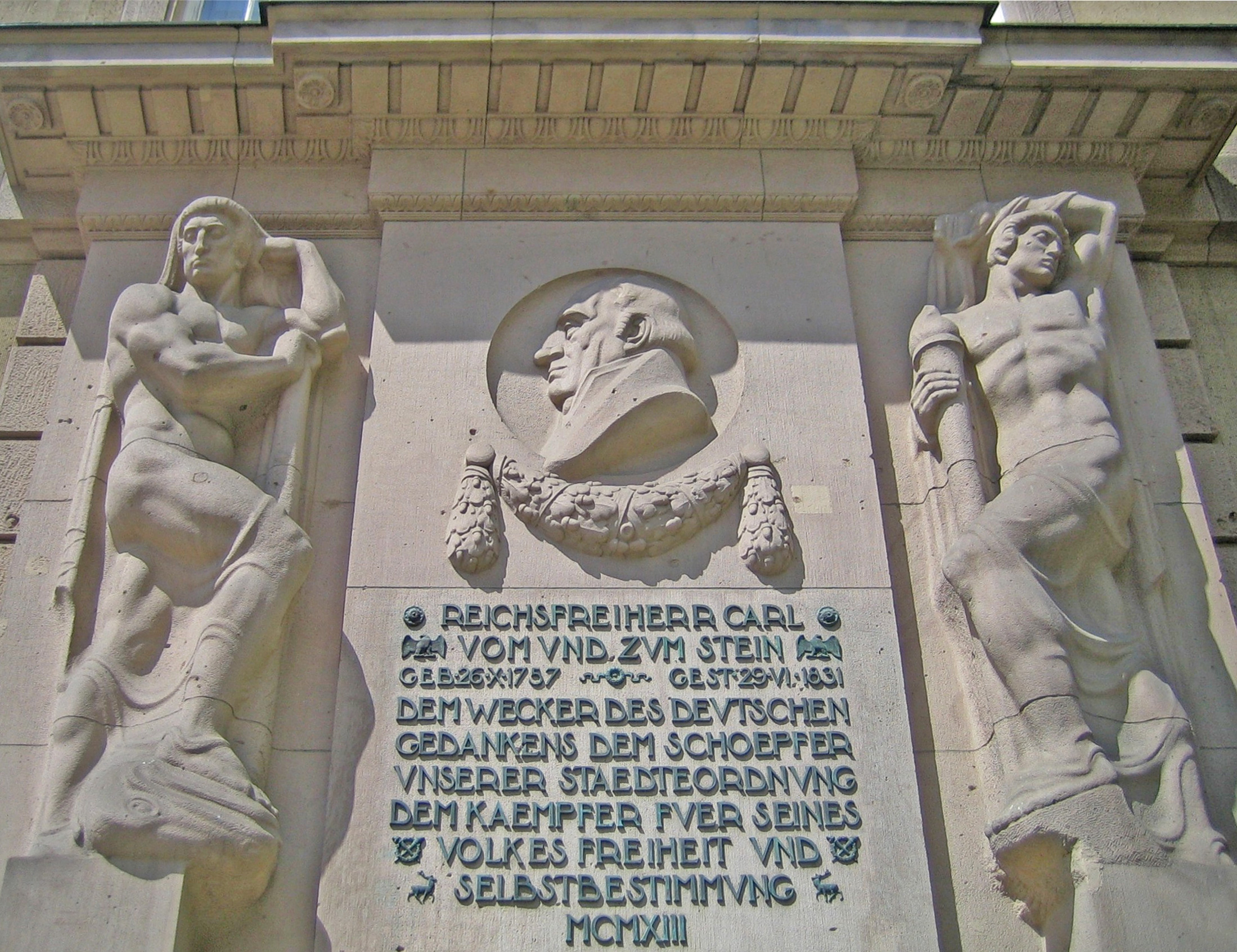
Freiherr vom Stein – hier als Erwecker des „deutschen Gedankens“ gefeiert

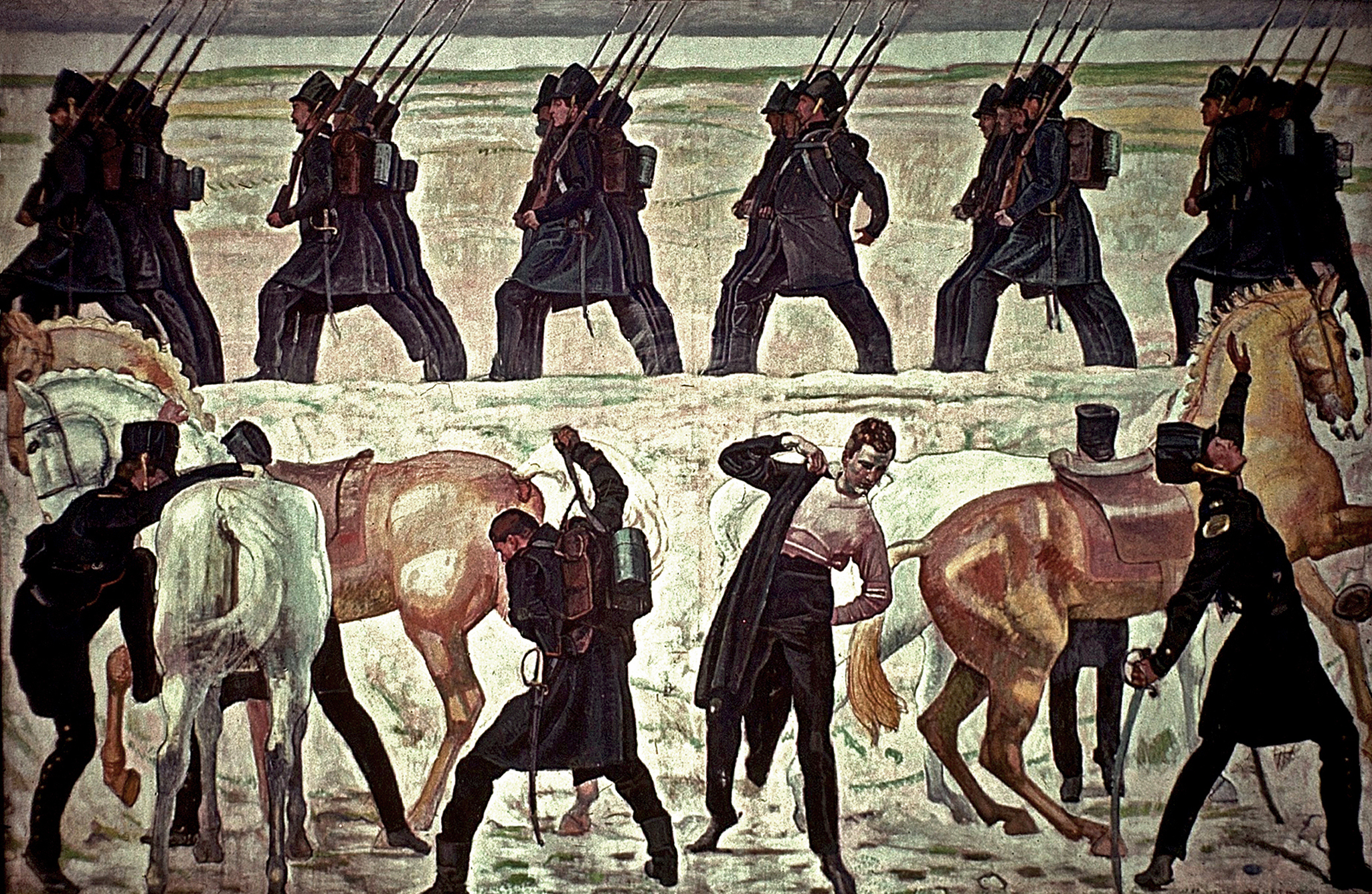
Ferdinand Hodler (1853–1918): Auszug der Jenenser Studenten in den Freiheitskrieg 1813

Damit kann er auch eine schon vor dem 19. Jahrhundert beginnende Rechtsstaats-Tradition ausmachen: „Es ist […] interessant festzustellen, daß der in der Gesetzmäßigkeit liegende Wert der Voraussehbarkeit und Berechenbarkeit nicht erst eine Entdeckung des ‚liberalistischen‘ 19. Jahrhunderts ist, was man auf Grund der Darstellungen der [nationalsozialistischen] Gegner des Rechtsstaatsbegriffes annehmen könnte, – sondern daß diesem Wert bereits im preußischen Absolutismus […] Beachtung geschenkt worden ist.“ (S. 16) Sodann macht Groß-Fengels geltend: „Dieser ‚Deutschliberalismus‘ [des Freiherrn vom Stein und der studentischen Burschenschaften] war weit davon entfernt, ungebunden, egoistisch oder auch nur wertneutral zu sein.“ Denn „neben dem Wort ‚Freiheit‘ standen Vaterland, Wehrhaftigkeit und Ehre.“ (S. 24) Außerdem bezieht er sich auf die „deutsche Anschauung der Freiheit, die ihr Maß bereits in sich trägt,“ also von vornherein (auch ohne gesetzliche Einschränkung) begrenzt ist. (S. 39, siehe auch S. 40 unter Bezugnahme auf Gierke)
Auf dieser Grundlage schließt sich dann auch Groß-Fengels Franks Rede vom „deutschen Rechtsstaat Adolf Hitlers“ (S. 30, im Original hervorgehoben) an. Dieser Staat sei aus zwei Gründen Rechtsstaat: „Der nationalsozialistische Staat ist Rechtsstaat, er ist es erstens, weil er um des Volkes willen nicht darauf verzichtet, das Verhältnis Staat – Einzelperson durch Rechtsnormen zu regeln; er ist es weiter deshalb, weil es für ihn eine Selbstverständlichkeit ist, seiner Rechtsordnung zu Grunde zu legen eine Wertordnung nationalsozialistischer völkischer Weltanschauung, so daß von einem Widerspruch von Rechtsstaat und Gerechtigkeit nicht gesprochen werden kann.“ (S. 29)
Hier wird also deutlich, dass es die formale Komponente ist, die dem Volk dient, indem sie zumindest ein Minimum an Rechtssicherheit bietet, während die materielle Komponente der Verhandlung des Volkes entzogen ist, sondern einfach als selbstverständlich vorausgesetzt wird und praktisch in die Definitionsmacht der Führung gestellt ist.
Abschließend geht Groß-Fengels auf dieser Grundlage auf einzelne „Rechtsstaatsprinzipien“ (heute würde von der herrschenden Lehre von Elemente des Rechtsstaatsprinzips gesprochen) ein:
- Zum Verhältnis von Gesetzmäßigkeit und freiem Ermessen der Verwaltung nimmt er wie folgt Stellung. „Wenn man früher die Forderung nach ‚tunlicher Einschränkung des freien Ermessens‘ erhob, so ist man heute leicht geneigt, tunlichste Ausdehnung des freien Ermessens zu verlangen. So allgemein und uneingeschränkt kann dieser Forderung nicht zugestimmt werden.“[105]
- Der bspw. von Theodor Maunz[106] vertretenen Forderung nach einem Übergang von der Gesetzmäßigkeit der Verwaltung zu einer überpositiven „Rechtmäßigkeit“ der Verwaltung macht Groß-Fengels folgendes Zugeständnis: „Insofern nun in der Forderung nach Rechtmäßigkeit der Verwaltung der Gedanke zum Ausdruck gebracht wird, daß die Ausdrucksweise ‚Rechtmäßigkeit der Verwaltung‘ der anderen Ausdrucksweise ‚Gesetzmäßigkeit‘ der Verwaltung‘ deshalb vorzuziehen sei, weil sie den Verwaltungsbeamten immer wieder darauf hinweise, unter Berücksichtigung der durch die nationalsozialistische Revolution geschaffenen Situation nicht den Buchstaben, sondern den Geist des Gesetzes entscheiden zu lassen, und da, wo Gesetze wirklich versagen, aus nationalsozialistischem Rechtsdenken das Recht zu schöpfen, ist dagegen nichts einzuwenden.“ (S. 34) Dann macht Groß-Fengels allerdings doch noch diese Einschränkung: „Es muß immer wieder betont werden, daß es ein Irrtum wäre, wollte man annehmen, daß dies bedeutet, […] daß nun Platz sei für eine freie Rechtsanwendung aus deutschem Rechtsempfinden heraus.“ (S. 34 f.)
- Schließlich trägt auch Groß-Fengels – trotz seines ohnehin bereits entparlamentarisierten Gesetzesbegriffs – eine Aufweichung des Vorbehalts des Gesetzes für Eingriffe in Freiheit und Eigentum mit. (S. 38 f.) Grundrechte und andere ähnlich subjektive öffentliche Rechte (S. 42 f.) werden entsprechend relativiert (S. 40 f.) und unter den Vorbehalt eines überpositiven „Staatsnotrechts“ (S. 42) gestellt.
- Gemäß der generellen Perspektive der Stärkung der Führung soll der Verwaltungsrechtsschutz eingeschränkt werden. (S. 45–47)

Diese Lockerungen der Gesetzesbindung, die die Punkte 1 bis 3 bedeuten, sowie der Justizstaatlichkeit, welchletztere insoweit zuvor gegen die Exekutive gerichtet war, erfolgen auch bei Groß-Fengels im Namen von oder zumindest als Zugeständnis an überpositive Gerechtigkeit, Führung und Deutschtum.

### Gesamteindruck von der Argumentation Groß-Fengels‘
Bei Groß-Fengels tritt am ehesten die Frage auf, inwieweit seine Zugeständnisse an den nationalsozialistischen Sprachgebrauch der Preis war, der damals zu zahlen war, um außerhalb des Untergrundes publizieren zu können. Zugleich zeigt die Schrift, wieweit es zumindest bei akademischen Schriften möglich war, Distanz zu wahren, ohne Opfer der Repression zu werden – was wiederum Rückschlüsse darauf zulässt, wieweit die weitergehenden Zugeständnisse anderer Autoren nicht den Umständen geschuldet waren, sondern vermutlich aus Überzeugung erfolgten.
Trotzdem wird man auch Groß-Fengels‘ Abstriche von einer formellen Rechtsstaatskonzeption ernst nehmen müssen und selbst in seinem Fall fehlgehen, in ihm einen verkappten Widerstandskämpfer zu sehen: Auch Groß-Fengels‘ stellte die Frage „nach dem Wert des Rechtsstaatsbegriffs für den nationalsozialistischen Staat“ (S. 8, Hervorhebung hinzugefügt). Aber Groß-Fengels war (auf der analytischen Ebene) der Überzeugung, dass der despotische (unberechenbare) Charakter der Staatsgewalt mit dem Ausmaß ihrer Entformalisierung steigt. Und in der (Wertungs-)Konsequenz war er – gegen den Trend der damaligen Zeit – mit Abstrichen an einer formellen Rechtsstaatskonzeption zumindest vorsichtig und verzichtete auf jede offensive Propagierung einer materiellen Rechtsstaatskonzeption.

## Ähnliche Wendungen bei anderen Autoren
Ähnliche Formulierungen wie die Rede vom „deutschen Rechtsstaat“ fanden sich bei anderen Autoren.

### Otto Koellreutter
Otto Koellreutter (seit 1920 Professor in Halle und schon seit 1930 Sympathisant der NSDAP) publizierte 1932 eine Schrift Der nationale Rechtsstaat und ließ 1935 einen Beitrag Der nationalsozialistische Rechtsstaat folgen.

#### „Nationaler Rechtsstaat“ ersetzt bürgerlichen Individualismus
Nach Hilger macht für Koellreutter die Unterordnung der Individualinteressen unter behauptete „Belange der Allgemeinheit“ bzw. der „‚Volksgemeinschaft‘“ das spezifisch nationale bzw. nationalsozialistische seines Rechtsstaatsbegriffs aus: „Geschützt werden sollen […] bestimmte traditionelle Werte unserer nationalen Lebensgemeinschaft. […]. Und dieser traditionelle Sinne der Erhaltung organisch gewordener nationaler Einrichtungen, wie des Berufsbeamtentums, der kommunalen Selbstverwaltung, aber auch des Eigentums unterscheidet den ‚nationalen Rechtsstaat‘ scharf vom bolschewistischen Sinne, der gerade für das historisch Gewordene keine Sicherungen und Garantien anerkennt.“. Diese Einrichtungen als „traditionelle Werte unserer nationalen Lebensgemeinschaft“ zu schützen, bedeutet dabei nach Koellreutter zugleich, sie in ihrer individuellen Dimension zu relativieren: Sie werden als Einrichtungen, als Institutionen geschützt und nicht als individuelle Freiheitsrechte: „In ihrer Anerkennung als Werte der nationalen Lebensordnung besteht […] die Bedeutung der Institutionen und Institute in erster Linie und nur in diesem Rahmen ist dann auch die Betätigung und Garantie subjektiver Rechte sinnvoll und berechtigt.“ (S. 34)
Daraus, dass der Rechtsstaat nunmehr ein „nationale[r]“ sein sollte, ergab sich nach Koellreutter, dass „der primäre Rechtswert in ihm in der rechtlichen Gestaltung und Sicherung unserer nationalen Lebensordnung besteht“ und dass das „Staatsnotrecht […] die Grundlage seiner rechtlichen Gestaltung der Idee der nationalen Rechtssicherheit bildet“. Der „nationale Rechtsstaat“ sei also „insofern antiliberal, als der bürgerliche Individualismus […] keine politische Idee mehr ist, deren Basis tief und breit genug im Volk lagert, um den Staat allein tragen zu können.“

#### „Grundlagen für die Errichtung des nationalsozialistischen Rechtsstaats“
Auch Koellreutter bezieht sich insoweit auf seines Erachtens spezifisch „deutsche[s] konservative[s] Erbgut“: „Gerade diesen [individualistischen] an sich fremden liberalen Gedankengängen gegenüber gilt es, das alte deutsche konservative Erbgut wieder herauszustellen, wie es in der Wiederherstellung einer deutschen Volkstradition in nationalsozialistischer Prägung liegt.“
Weiter führte Koellreutter in seinem 1937 in dritter Auflage erschienenen Deutschen Verfassungsrecht zu diesem Thema aus: „In einem Volk wie dem deutschen, das immer ein besonderes feines und empfindliches Rechtsgefühl entwickelt hat, deshalb besitzt der Rechtsstaat einen Ewigkeitswert. Der nationalsozialistische Staat ist ein ausgesprochener Rechtsstaat, weil in ihm Staatsidee und Rechtsidee aus derselben völkischen Quelle fließen und das deutsche Volk als politische Größe seinem eigensten Wesen in der Staats- und Rechtsgestaltung des Nationalsozialismus Ausdruck verleiht.“ (S. 12, Hervorhebung hinzugefügt)
Später nimmt Koellreutter noch auf das „Gemeinschaftserlebnis“ des Ersten Weltkrieges Bezug: „Das ungeheure Erleben des Weltkrieges hat die Frontgenetation und der heutigen jungen Generation das individualistische Denken durch das Gemeinschaftsdenken ersetzt und damit die notwendige Grundlage für die Errichtung des nationalsozialistischen Rechtsstaats geschaffen. Für ihn ist nicht die Rechtsform, sondern die Rechtsidee das Entscheidende. Erst kommt das Recht, dann kommt das Gesetz.“ (S. 15)

#### Gerechtigkeit geht vor Rechtssicherheit
Zwar gibt Koellreutter ein Lippenbekenntnis zur Rechtssicherheit ab: „In jedem Rechtsstaat muß sich der einzelne Volksgenosse geborgen fühlen in dem Gefühl der Rechtssicherheit, das das Bestehen einer positiven Rechtsordnung dem einzelnen verleiht.“ (S. 14, Hervorhebung im Original) Aber was dieses „Gefühl“ wert ist, ergibt sich daraus, es in den beiden vorstehenden Sätzen hieß, dass die Rechtssicherheit nur im Rahmen des Vorrangs der „Sicherheit der völkischen Lebensordnung […] vor der Sicherheit des Einzelnen“ einen „Wert im völkischen Staat“ (S. 14) habe. Auf der vorhergehenden Seite wurde die positive Rechtsordnung unter den Vorbehalt der „Notwendigkeiten der politischen Existenz“ gestellt: „Diese Bindung an die Normen der positiven Rechtsordnung“ – und Koellreutter spricht hier wohlgemerkt von der von der nationalsozialistischen „politischen Führung“  geschaffenen Rechtsordnung und nicht etwa von überkommenen Weimarer Gesetzen – „findet […] ihre Grenzen in der Existenz und der Behauptung der nationalen Lebensordnung. Alle Maßnahmen die dieser Behauptung dienen, sind deshalb ‚als Staatsnotwehr Rechtens‘ (vgl. Gesetz über Maßnahmen der Staatsnotwehr vom 3. Juli 1934).“ (S. 13 unten, Hervorhebung hinzugefügt)
Und bereits auf der ersten Seite des fraglichen Abschnittes zum „nationalsozialistischen Rechtsstaat“ hieß unter Auflösung jeglicher Formalität der Rechtsordnung: „Als ‚gerecht‘ werden diejenigen Normen empfunden, die sich zur Aufgabe stellen, die nationale Lebensordnung des Volkes in ihrem Bestande zu schützen und zu entwickeln. In diesem Sinne ist ‚Alles, was dem Volke nützt, Recht, alles, was ihm schadet, ist Unrecht‘ (Rechtsminister Frank).“ (S. 11)

### Der große Brockhaus(20-bändige Ausgabe von 1934)
Auch der Brockhaus sprach 1934 im Artikel „Staat“ vom „nationale[n] Rechtsstaat“. Dort hieß es: „Auch der Führerstaat als nationaler Rechtsstaat bejaht die Ordnungskraft des Rechts“.

### Heinrich Lange
Heinrich Lange stellte im gleichen Jahr „den inneren Wert des nationalsozialistischen Rechtsstaates der äußeren Form eines leeren Gesetzes- und Machtsstaates entgegen“: „M.E. müssen wir den Begriff Rechtsstaat gegenüber dem liberalistischen Gesetzesstaat allein in Anspruch nehmen.“. Lange grenzt sich – ähnlich wie Tatarin-Tarnheyden – vom Manchesterliberalismus ab, verbindet dies aber mit einem Lob für das „deutsche Bürgertum Mitte des 19. Jahrhunderts“, das diesem (materialistischen) Verfall des (idealistischen, deutschen) Freiheitsverständnisses noch „tatkräftig Widerstand leistete“.

### Roland Freisler

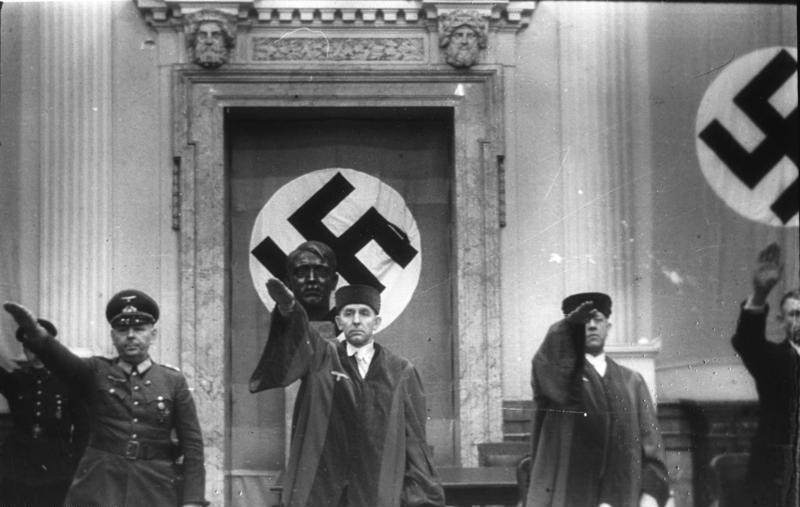
Roland Freisler (Mitte) als Präsident des Volksgerichtshofes

Roland Freisler betonte 1937 zunächst den zumindest philologisch spezifisch deutschen Charakter des Wortes Rechtsstaat, warf dem „liberal-bürgerliche Gesetzesstaat“ vor, „sich der Bezeichnung ‚Rechtsstaat‘ zu Unrecht bemächtigt“ zu haben, und behauptete außerdem: „Der nationalsozialistische Staat […] erhebt die Rechtsstaatsidee von einer formalen zur materiellen Idee.“

### Hans Peter Ipsen
Hans Peter Ipsen sprach 1937 vom „intensivierte[n] französische[n] Gesetzgebungsstaat“ – sozusagen eine Weimarer Republik in Potenz – und sagte schon über den (einfachen, nicht intensivierten) Gesetzgebungsstaat: „Das Monopol, das der Gesetzgebungsstaat dem Gesetz und dem Richter in der Verwirklichung des Rechtswertes zuerkannte, ist nicht mehr. Denn es ist seinem Bestande nach verknüpft mit dem Postulat, das abstrakte, generelle Gesetz sei Träger der Gerechtigkeit schlechthin und nur die korrekte Subsumtion des Sachverhalts unter die Norm ermögliche ihre konkrete Realisierung.“ Demgegenüber heißt es über den nationalsozialistischen Führerstaat, er sei „ein gerechter Staat, der sich mit viel größerer Legitimität [als der „überwundene Staat“] Rechtsstaat nennen“ dürfe. Dieser bedürfte solch „zerbrechlicher Krücken“ wie Gesetzgebung (und folglich Abstraktion), Gesetzesbindung und Subsumtion nicht mehr; vielmehr ermögliche die Führung der „Wirklichkeit […] unmittelbar gerecht zu werden“. Der neue Staat verlange „die Geltung des Nomos, des Rechts schlechthin, das höchste, unabänderliche, aber konkrete Ordnungsqualität in sich hat.“

### Wilhelm Frick und Hans Heinrich Lammers
Laut Carl Schmitt haben – außer den hier bereits genannten – auch Reichsinnenminister Frick und Reichskanzleichef Lammers vom NS-Staat als Rechtsstaat gesprochen.

## Abweichende Positionen
Abweichende Positionen, die um der begrifflichen Radikalität willen, den Begriff „Rechtsstaat“ aufgeben wollten, blieben randständig. Sie sind, soweit ersichtlich, gerade nicht von politischen Funktionären, sondern ausschließlich von jüngeren Akademikern überliefert.
Zu nennen sind hier vor allem der Carl Schmitt-Doktorand, Günther Krauß, sowie Ernst Forsthoff (auch ein Schmitt-Schüler, aber seit 1933 Professor und davor schon Privatdozent).
- Krauß erklärte: „Der Begriff Rechtsstaat ist an die verfassungsrechtliche Lage des 19. Jahrhunderts gebunden; für den Staat des 20. Jahrhunderts hat er keine Berechtigung mehr.“[131]
- Forsthoff warf zwar einerseits – wie oben bereits zitiert – dem liberalen Staat vor, zu Unrecht zu beanspruchen, ein Rechtsstaat zu sein. Andererseits war er aber doch der Ansicht, dass das Wort „Rechtsstaat“ „rein aus liberalem Denken hervorgegangen“ sei, und es deshalb nicht nur ein „terminologischer Mißgriff“ sei, das Wort weiterzuverwenden. Vielmehr würden damit „notwendig die Assoziationen und Emotionen aus[gelöst], die nun einmal an ein solches Wort gebunden“ seien.[132]

Krauß und Forsthoff waren sich mit denjenigen, die den Rechtsstaatsbegriff affirmativ für den Nationalsozialismus verwandten, in der Ablehnung eines formell-gesetzesstaatlichen Rechtsverständnisses einig, aber anders als die Haupttendenz in der nationalsozialistischen Diskussion nicht der Ansicht, dass sich der Rechtsstaatsbegriff von einem solchen formellen Rechtsstaatsverständnis lösen lasse – weshalb sie für die Aufgabe des Begriffs plädierten.

## Bewertung nach 1945

### Rechtswissenschaft

#### 40 Jahre Verdrängung seitens der herrschenden Lehre
In der Nachkriegszeit wurden jene im spezifischen Sinne positiven Bezugnahmen von Nationalsozialisten auf den Begriff „Rechtsstaat“ zunächst nicht thematisiert. Noch 1969 sprach Ernst-Wolfgang Böckenförde pauschal von „der Rechtsstaatskritik […] nach 1933“.

#### 1975: Knappe Referierung des nationalsozialistischen „antiliberalen Rechtsstaats“begriffs (Klaus Marxen)
Bereits 1975 referierte Klaus Marxen im Rahmen einer vor allem strafrechtlich orientierten Studie knapp den nationalsozialistischen „antiliberalen Rechtsstaats“-Begriff. Marxen betont, dass die Autoren der NS-Zeit sich von „der Herrschaft eines vorgegebenen Rechtsstaatsbegriff befreien“ und „den in ihm enthaltene Maßstab neu bestimmen [wollten], um ihn für den neuen Staat anwendbar zu machen“. (S. 68) In Bezug auf die NS-Verwendung des Wortes „Rechtsstaat“ setzt er teilweise, aber nicht immer Anführungszeichen. Auf die Berechtigung oder Lauterkeit der nationalsozialistischen Begriffsverwendung geht er (darüber hinaus) nicht explizit ein.
Er betont den antiformalen (substantialistischen) Charakter des nationalsozialistischen Rechtsstaatsbegriffs: „Der neue Staat habe sich“ nach der Programmatik der Autoren des NS-Zeit „zum Ziel gesetzt, das über dem Gesetz stehende Recht des deutschen Volkes ohne Rücksicht auf formale Schranken zur Geltung zu bringen. In diesem ‚nationalen Rechtsstaat‘ sei erst die eigentliche Rechtsstaatlichkeit hergestellt, indem dort das ‚artgemäße‘ Recht des Volkes verwirklicht werden.“ (S. 69)

#### 1978: Die These vom wahren Kern des nationalsozialistischen Rechtsstaatsbegriffs (Ingeborg Maus)
Die Frankfurter Politikwissenschaftlerin Ingeborg Maus vertritt im Gegensatz zur Missbrauchs- und Unehrlichkeits-These die Auffassung: „Die nach 1933 unter bürgerlichen Staatsrechtslehrern und Parteijuristen einsetzende Diskussion um die Formel vom ‚nationalsozialistischen Rechtsstaat‘ ist alles andere als ein episodisches Satyrspiel oder ein bloßer Streit um Namen, […]. Wenn der Übergang zum NS-System jetzt [gemeint: nach 1933] als eine Wendung vom ‚Gesetzesstaat zum Rechtsstaat‘ beschrieben wird, so ist damit die letzte Konsequenz der Verabsolutierung inhaltlichen bürgerlichen Rechtsinteresses gegenüber der ihm bisher verbundenen Rechtsform ausgesprochen: inhaltliche Rechtssicherheit tritt jetzt an die Stelle formaler Berechenbarkeit des Rechts.“
Ähnlich ist die Bewertung, die Richard Bäumlin und Helmut Ridder vornehmen, wenn sie die „wüste Sturzflut ‚materieller Rechtsstaatlichkeit‘“, die nach 1933 von Rechtsprechung und Literatur produziert wurde, als „Trendgipfel im antidemokratischen Kontinuum“, das die deutsche Geschichte ihrer Erachtens darstellt, bezeichnen.

#### 1985: Von der Verdrängung zur Verneinung (Ulrich Schellenberg)

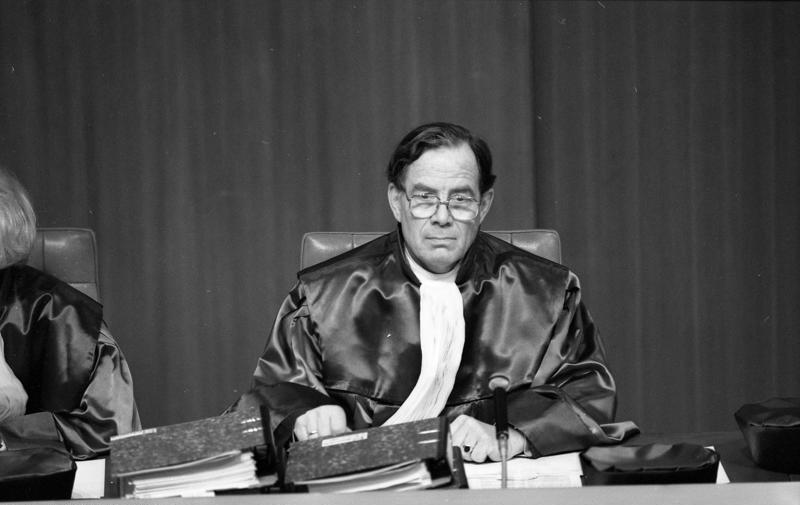
Ernst-Wolfgang Böckenförde, Herausgeber des Sammelbands Staatsrecht und Staatsrechtslehre im Dritten Reich

Böckenförde leistete dann 1985 mit dem von ihm herausgegebenen Sammelband Staatsrecht und Staatsrechtslehre im Dritten Reich einen Beitrag dazu, diese Verdrängung infrage zu stellen.
Ulrich Schellenberg gab dort eine nüchterne Darstellung dessen, was vielleicht als der rationale Kern (also abzüglich der späteren nationalsozialistischen, rassentheoretischen Mystik) der schon zu Weimarer Zeiten einsetzenden Kritik eines liberalen Rechtsstaatsverständnisses anzusehen war. Sodann stellt er die rechtskonservative und nationalsozialistische Diskussion über die Übernahme und Vereinnahmung des Rechtsstaatsbegriffs dar (S. 79–85) und kommt schließlich zu dem Ergebnis: „Auch diejenigen, die für eine Übernahme des Rechtsstaatsbegriffs eintreten, lehnen die liberale Rechtsstaatsidee entschieden ab.“ (S. 85)
Da Schellenberg das liberale Rechtsstaatsverständnis anscheinend für das allein wahre Rechtsstaatsverständnis hält, kann er seinen gesamten Aufsatz unter die pauschale Überschrift Die Rechtsstaatskritik stellen. – Damit ist der Übergang von der Verdrängung zur Verneinung der nationalsozialistischen Berufung auf den Rechtsstaat vollzogen.

#### 1993: Missbrauchsthese (Edin Šarčević)
In seinem Aufsatz in der Zeitschrift Rechtstheorie aus dem Jahre 1993 spricht Edin Šarčević zwar explizit vom „Missbrauch“ des Rechtsstaatsbegriffs, ist aber doch der Ansicht, „daß die nationalsozialistische Kritik des Rechtsstaats aus der modernen Gedankenerfahrung nicht als unseriös, wertlos oder inakzeptabel verworfen werden kann.“ Was er damit genau meint, bleibt auch im weiteren Verlauf des Aufsatzes etwas dunkel; zu vermuten ist aber, dass er der nationalsozialistischen Kritik insofern Seriosität zubilligt, als sie sich gegen ein einseitig formelles Rechtsstaatsverständnis wendet und in Sonderheit, soweit sie sich gegen die Reine Rechtslehre Hans Kelsens wendet.
Šarčević ist nun allerdings wohl der Ansicht, dass der Nationalsozialismus ein einseitig materielles Rechtsstaatsverständnis vertrat und deshalb – wenn auch vom umgekehrten Ausgangspunkt – auf das gleiche Ergebnis wie die Reine Rechtslehre hinauslaufe: Beide würden Recht und Staat gleichsetzen, weshalb der Rechtsstaatsbegriff sinnlos würde, da bei einer Gleichsetzung von Recht und Staat Rechtsstaaten und Nicht-Rechtsstaaten nicht mehr unterscheidbar seien.

#### 1999: Unehrlichkeitsthese (Michael Stolleis)

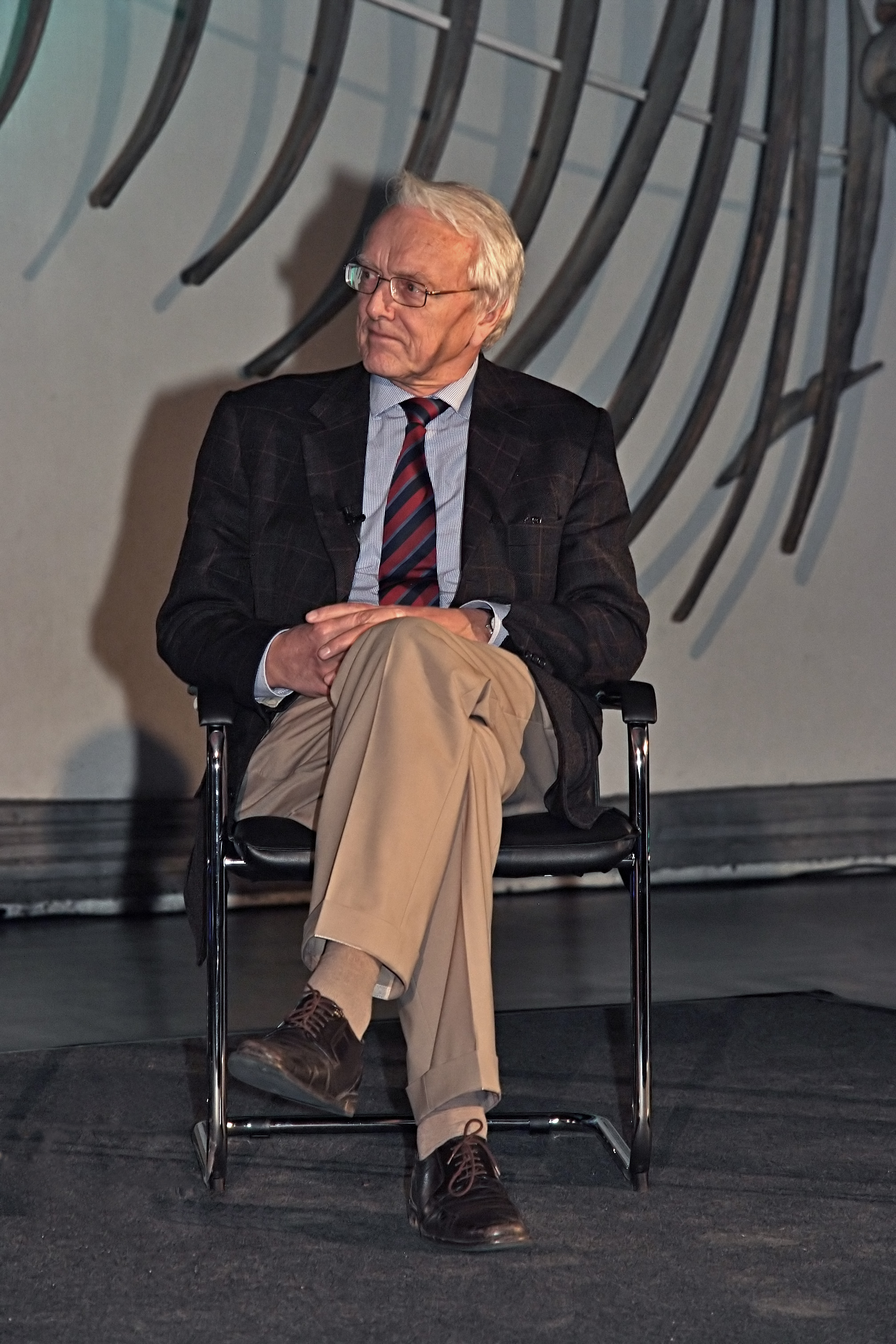
Michael Stolleis

Auch Michael Stolleis befasst sich in seiner Geschichte des öffentlichen Rechts mit der nationalsozialistischen Berufung auf den Rechtsstaat, hält sie aber wohl für eine unehrliche, bloß „taktisch“ gemeinte Okkupierung des Wortes. Zugleich macht Stolleis allerdings deutlich, dass die Ablehnung von Formalismus und Positivismus durch die nationalsozialistischen Juristen ernst gemeint war: „Das formale Verständnis vom Rechtsstaat solle zugunsten eines ‚gerechten Staates‘ überwunden werden, der positivistische Gesetzesbegriff durch einen quasinaturrechtlichen, der ‚substanzhaft‘ genannt wurde, ersetzt werden, das Verständnis der Grundrechte als Schutzrechte von Privaten durch objektive Garantien, der gerichtliche Schutz ‚gegen‘ den Staat durch ein neues, auf das Ganze bezogene Richterleitbild. […]. An seiner [des liberalen Staates] Stelle herrschte ein Staat im Namen einer höheren Gerechtigkeit, die auf Vernichtung von Gegnern gerichtet war und formale Hemmungen meinte verachten zu können.“.

#### 2003: Erste monographische Behandlung der nationalsozialistischen Rechtsstaatsdiskussion (Christian Hilger)
Christian Hilger legte 2003 eine „Strukturanalyse“ der Rechtsstaatsbegriffe im Dritten Reich als Dissertation vor, die neben den hier behandelten Autoren auch solche behandelt, die, ohne Adjektiv-Substantiv-Fügungen wie „deutscher Rechtsstaat“ zu verwenden, während der Herrschaft des Nationalsozialismus über den Rechtsstaat schrieben. Einigendes Band all dieser Positionen sei unter anderem die Ablehnung der liberalen (formalistisch-positivistischen) Gleichsetzung von Recht und Gesetz gewesen.
Hilger unternimmt im Übrigen eine Differenzierung zwischen Autoren, die den liberalen Rechtsstaatsbegriff bloß umkehren [z. B. Freisler und Lange], ihn modifizieren [z. B. Tatarin-Tarnheyden] bzw. die begriffliche Struktur grundlegend umbauen [Nicolai, Frank und Schmitt], sowie danach, wie die verschiedenen Autoren die von ihnen beanspruchten moralischen Werte konzipieren.

### Carl-Schmitt-Biographik
- Hasso Hofmann: Legitimität gegen Legalität. Der Weg der politischen Philosophie Carl Schmitts, 4. Auflage, Duncker & Humblot, Berlin 2002, S. 184 zitiert – anhand der Sachregister-Fundstellen für „Rechtsstaat“ zu urteilen – von den fraglichen Schmitt-Aufsätze zum Rechtsstaat nur Was bedeutet der Streit um den ‚Rechtsstaat‘, und zwar als Ergänzung zu einem Zitat aus einem Schmitt-Artikel Das gute Recht der deutschen Revolution im NS-Organ Westdeutscher Beobachter[150]. Mit „lebhafter Zustimmung“ zitiere Schmitt einen „Satz von Roland Freisler, wonach ein Staat, der die ‚geballte Kraft der Nation‘ sichere […] ein Rechtsstaat, dagegen ein von ‚liberalistischen Dokumenten geleitetes Gebilde‘ kein Rechtsstaat sei“. Auf begriffsgeschichtliche Komplikationen und auf die Berechtigung der unterschiedlichen Rechtsstaatsbegriffe geht Hofmann nicht ein.
- Laut Carl Hermann Ule (siehe unten) geht Joseph W. Bendersky: Carl Schmitt. Theorist of the Reich, Princeton University Press, Princeton 1983 nicht auf Schmitts Rechtsstaats-Aufsätze aus der NS-Zeit ein.

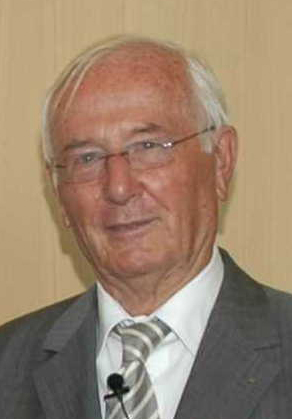
Bernd Rüthers war mit seiner Studie Unbegrenzte Auslegung einer der ersten, der (in Bezug auf das Zivilrecht) die These von der positivistischen Ausrichtung der nationalsozialistischen Rechtstheorie und Rechtspraxis in Frage stellten.

- Bernd Rüthers: Carl Schmitt im Dritten Reich. Wissenschaft als Zeitgeist-Verstärkung. 2., erweiterte Auflage, Beck, München 1990, S. 73 f. zitiert Schmitts Rechtsstaats-Aufsatz von 1934 – wie es scheint – einmal, jedoch ohne auf den Begriff „Rechtsstaat“ einzugehen.
- Andreas Koenen erwähnt zwar die Schmitt-Aufsätze von 1934/35 zum Rechtsstaat mehrmals, aber Schmitts eigene Wendung „nationalsozialistischer deutscher Rechtsstaat“ sowie die durch Schmitt von Frank übernommene Wendung „deutsche[r] Rechtsstaat Adolf Hitlers“ wird niemals zitiert.[152] Den distanzierenden Anführungszeichen oder Wendungen, wie „unter irgendwelchen Stichwörtern“ (S. 201) oder „im Namen des Rechtsstaats“ (S. 604), die Schmitt verwendet, wenn er vom liberalen (formellen) Rechtsstaat spricht, widmet Koenen bei der Textanalyse keine Aufmerksamkeit,[153] sodass der Eindruck entsteht, Schmitt sei schlechthin (und zwar auch schon vor 1933) ein Kritiker des „bürgerlichen“ (egal, ob formell oder materiell, liberal oder konservativ verstandenen) Rechtsstaats[154] und bereits 1934 des Rechtsstaats überhaupt (egal mit welchen Adjektiven oder sonstigen Beifügungen) gewesen.[155] Auf S. 463, 467 schreibt Koenen aber dennoch zutreffend, dass Schmitt nicht etwa den Begriff des Rechtsstaats verworfen habe, sondern (jedenfalls bis einschließlich 1934) bestrebt war, „die Begriffsprägung ‚Rechtsstaat‘ den Liberalen aus der Hand zu nehmen“, auch wenn „die Verfassungswirklichkeit der Weimarer Republik […] die Hoffnungen Schmitts, der ‚Rechtsstaats‘-Begriff könne […] im materiellen Sinne interpretiert werden, getrübt“ hatte.
- Dirk Blasius‘ Carl Schmitt. Preußischer Staatsrat in Hitlers Reich (Vandenhoeck & Ruprecht, Göttingen 2001) enthält im Sachregister (S. 249) kein Stichwort „Rechtsstaat“; im Literaturverzeichnis wird von den vier einschlägigen Rechtsstaats-Aufsätzen Schmitts ausschließlich der aus der Zeitschrift für die gesamte Staatswissenschaft erwähnt, allerdings offenbar auch dieser nicht in den beiden chronologisch einschlägigen Buch-Kapiteln IV. und V. (S. 119–180).
- Die wohl neueste Veröffentlichung dieses Genres, Reinhard Mehrings Carl Schmitt. Aufstieg und Fall. Beck, München, 2009, S. 354, geht nur ganz knapp auf die fraglichen Schmitt-Aufsätze ein und stellt das von Schmitt für die fernere Zukunft Erwogene als endgültige Entscheidung dar: „Das Festhalten am Rechtsstaat sei nur eine ‚Übergangsfrage‘“, so spitzt Mehring Schmitts damalige Position zu.[156]

### Koellreutter-Biographik
Jörg Schmidt gelangt in seiner Koellreutter-Biographie zu folgender Einschätzung: „Als Fazit läßt sich somit festhalten, daß eine inhaltliche Weiterentwicklung des Begriffes des [nunmehr: nationalsozialistischen] Rechtsstaates gegenüber dem ‚nationalen‘ Rechtsstaat in der expliziten Anerkennung von Recht und Moral als oberster Rechtsquelle unter Zurückdrängung des Gesetzes liegt. Im Übrigen sieht Koellreutter seine Auffassung des Rechtsstaates, der vor 1933 noch Programm, nunmehr [im weiteren Verlauf des 30er Jahre] als verwirklicht“. Auf die Frage, ob Koellreutters Verweisungsweise des Wortes „Rechtsstaat“ (objektiv) sinnvoll und/oder zumindest (subjektiv) ehrlich ist, geht Schmidt nicht explizit ein. Dafür, zumindest subjektive Ehrlichkeit anzunehmen, spricht, dass Koellreutter um eine kontinuierlich „evolutionäre“ Weiterentwicklung seiner Position (ohne scharfe Brüche) bemüht war und eben eine solche Weiterentwicklung auch in der Geschichte des Rechtsstaats sieht: „Der nationale/nationalsozialistische Rechtsstaat ist also für Koellreutter nichts Originäres; er ist eine Fortentwicklung des bürgerlichen Rechtsstaats.“ (S. 163) Allerdings macht Schmidt einen tendenziellen Widerspruch zwischen Koellreutters – im Vergleich mit anderen NS-Autoren – etwas stärker justizstaatlicher Orientierung und Begriffen von „Führerstaat“ und „Gemeinschaft“ aus. (S. 164 f.)

### Weitere Stellungnahmen

#### Carl Hermann Ule
Carl Hermann Ule, selbst zu nationalsozialistischer Zeit ein Verfechter des Führerprinzips, veröffentlichte 1990 einen Aufsatz mit dem Titel Carl Schmitt, der Rechtsstaat und die Verwaltungsgerichtsbarkeit, der den Schwerpunkt auf den letzten Begriff im Titel legt. Ule arbeitet u. a. heraus,
- dass Schmitt auch 1934 noch „für den nationalsozialistischen Staat an dem Begriff Rechtsstaat festhalten“ will,[158]
- dass es dabei „[t]rotz gewisser Bedenken“ Schmitts auch in dessen Handbuchbeitrag Der Rechtsstaat von Anfang 1935 bleibt,
- und erst der kurz danach erschienene Aufsatz Was bedeutet der Streit um den Rechtsstaat? skeptischer hinsichtlich der Möglichkeit, den Rechtsstaatsbegriff für den Nationalsozialismus zu vereinnahmen, ausfällt.[159]

In Bewertungshinsicht ist Ule der Ansicht, dass Schmitts schließliche Skepsis zu Recht bestand, also gegenüber einer Weiterverwendung des Rechtsstaatsbegriffs in Bezug auf den Nationalsozialismus zumindest den Vorteil der Ehrlichkeit auf seiner Seite gehabt habe. (S. 12) Demgegenüber habe Koellreutter, der im Gegensatz zu Schmitt für eine Weiterverwendung des Rechtsstaatsbegriff plädierte, zwar dieser Realismus gefehlt. Koellreutter, von dem Ule berichtet, dass für ihn der „‚nationale Rechtsstaat‘ […] die bewußte Form der völkischen Lebensform“ (S. 13) war, könne aber „das Verdienst für sich in Anspruch nehmen, durch [… seinen] Einsatz für die Verwaltungsgerichtsbarkeit für die Erhaltung rechtsstaatlicher Einrichtungen eingetreten zu sein.“ (S. 15)
Da bei Schmitt ein solcher Einsatz fehlte, und er später seine Rechtsstaats-Schriften der NS-Zeit selbst als „schauerlich“ bezeichnet haben soll, mögen jene Stimmen recht haben, die sich „abfällig über seine [Schmitts] charakterlichen Eigenschaften geäußert haben“. (S. 17)

#### Wolfgang Schuller
Wolfgang Schuller beschäftigte sich in der Gedächtnisschrift für den Schmitt-Schüler Roman Schnur mit Schmitts Beiträgen zur nationalsozialistischen Diskussion über den Rechtsstaat. Schuller vertritt die These, dass Schmitt jahrelang ein (eher formell akzentuiertes [Unverbrüchlichkeit des Gesetzes; berechenbare Verfahren etc.]) Rechtsstaatsverständnis „nüchtern oder mit billigendem Unterton“ referiert habe. Erst ab 1928 (weniger in Schmitts Verfassungslehre als in einem im gleichen Jahr erschienenen Aufsatz) sei zunächst dieser Tonfall in Missbilligung und ab 1933 dann auch in explizite Ablehnung eines formellen Rechtsstaatsverständnis umgeschlagen, das dann später – bereits 1936 – während der NS-Zeit wieder neutraler referiert und in der Nachkriegszeit explizit von Schmitt vertreten worden sei. Schuller charakterisiert den „nationalsozialistische[n] Rechtsstaat“ klar als eine „Variante“ des materiellen Rechtsstaats.

### „Deutscher Rechtsstaat“ als polemisch-kritischer Begriff in der heutigen Diskussion
Polemisch-pejorativ wird der Ausdruck „deutscher Rechtsstaat“ in der Gegenwart teilweise verwendet, um das heute in der Bundesrepublik herrschende antiformalistische Rechtsstaatsverständnis als Fortsetzung eines „deutschen Sonderweges“ zu charakterisieren.

## Probleme des Forschungsstandes
Diese Erklärungsansätze lassen jeweils gewisse Probleme offen:
A. Schellenberg und Šarčević müssen einen wahren Rechtsstaatsbegriff beanspruchen, den die nationalsozialistische Verwendung des gleichen Wortes verfehle. Damit verhält sich deren Position bloß spiegelbildlich zur nationalsozialistischen Position, die den liberalen Rechtsstaat als Gesetzesstaat verwirft und für sich beansprucht, das wahre Rechtsstaatsverständnis zu haben.
1. Um dieser bloßen Gegenüberstellung von Behauptung und Gegenbehauptung zu entgegen, bezieht sich Schellenberger, auf die Prägung, die der Rechtsstaatsbegriff in der „frühliberalen Bewegung des Konstitutionalismus“ erfahren habe.
Damit bleiben aber immer noch drei Schwierigkeiten bestehen: a) Kein Wort ist davor gefeit, im Laufe der Zeit Bedeutungsverschiebungen zu erleiden. Die ursprüngliche Bedeutung ist also letztlich kein geeigneter Kritikmaßstab. b) Schellenberger ignoriert die Mitprägung, die der Rechtsstaatsbegriff auch schon im 19. Jh. durch konservative Autoren erfahren hat. c) Schellenberger umgeht die Frage, wie liberal denn überhaupt der deutsche Früh- und (später) Nationalliberalismus waren.
2. Šarčević vermeidet diese Probleme, indem er stattdessen ein logisches Argument vorbringt: Ein sinnvoller Begriff von Rechtsstaat müsste eine engere Bedeutung als Staat haben.
Dies ist zweifelsohne zutreffend, nur lautete die NS-Position nicht: ‚Alle Staaten sind Rechtsstaaten‘, sondern ‚Nazi-Deutschland ist ein Rechtsstaat und bspw. die Weimarer Republik war kein Rechtsstaat.‘ Der Sinn dieser nationalsozialistischen Behauptung mag kritisiert werden, aber sie bedeutete keine sinn-lose Verwendung des Wortes „Rechtsstaats“.
Auch die Verknüpfung, die nach Šarčević zwischen dem von ihm selbst als „materiell“ bezeichneten nationalsozialistischen Rechtsstaatsverständnis und einer „monistisch[en]“ Auffassung von „Staat und Recht [als] identische Phänomene“ besteht, ist nicht völlig klar. Šarčević schreibt: „Seine [des nationalsozialistischen Rechtsstaats] Materie ist das Volk als Ganzes“ – im Gegensatz zum in Individuen zersplitterten Volk des liberalen Staates – „und der Führer als einzige, konkrete Verkörperung des völkischen Willens und einzige Quelle von Vernunft und Recht.“ (S. 214) Daran sei zu sehen, wie verhängnisvoll es sei, wenn das Recht nur von der vuluntas (vom Willen) des Gesetzgebers abhängig gemacht werde und nicht auch von ratio (Vernunft) durchdrungen sei. (S. 217 f.)
Daran bleibt unklar, wie die Berufung auf Vernunft eine Lösung bieten soll, wenn doch – wie Šarčević selbst schreibt – auch für den nationalsozialistischen Führer Vernunft beansprucht wurde. Außerdem ist es zwar eine zutreffende Beschreibung, dass in der nationalsozialistischen Realität die Konkretisierung des „materiellen“ Rechts(staats)-Inhalts vom Führerwillen abhing. Aber das verweist auf das Dilemma aller Naturrechtstheorien, dass sie – entgegen ihrem Anspruch auf reine Vernunft, göttliche Offenbarung oder natürliche Evidenz – nicht ohne eine menschliche Instanz, die die jeweilige Definition des vermeintlich natürlichen, vernünftigen, göttlichen usw. Rechts durchsetzt, auskommen.
Damit ist der Hinweis auf das Führerprinzip zwar eine zutreffende Beschreibung der nationalsozialistischen Rechtswirklichkeit, aber keine zutreffende Beschreibung (und damit auch keine tragfähige Grundlage für eine Kritik) der nationalsozialistischen Rechtstheorie. Denn materielle Rechtsstaats-Theorien im von Šarčević gemeinten anti-positivistischen Sinne vertreten per definitionem eine dualistische Auffassung von Staat und Recht: es gibt ein Recht vor und über dem Staat – und so auch im Falle des nationalsozialistischen Rechtsstaats.
Wie für alle Naturrechtler, war auch für die Nazis das, was Recht sein soll, gerade nicht Resultat einer voluntaristischen Entscheidung eines Gesetzgebers
- „Das Recht ist kein irdisches Ding, das man aus menschlichen Gesetzen erfahren kann, sondern die ewige Lebensordnung, die durch das Gesetz nur in Form gebracht wird, das Recht soll stets in Einklang stehen mit dem sittlichen Gesetz in den Sternen und unserer Brust.“ (Nicolai)
- „Das Recht ist die Seele jedes Staates. Die Gesetzgebung hebt es an das Licht das Bewußtseins.“ (Frank)
- „Wir sind im Rechtsleben verwurzelt, das Recht ist unser Lebenselement. […] Wir wissen Recht und Unrecht zu trennen und haben keinerlei byzantinische oder staatsabsolutistische Neigungen. Wir können vor allem Recht und Willkür, einen leeren Machtspruch von einem Rechtsspruch wohl unterscheiden.“ (Schmitt)[167]
- „Das Recht entsteht […] nicht aus dem Staat. […]. Das Recht […] wurzelt als Lebensordnung des Volkes im Volke, ist Ausfluß und Ausdruck des Geistes des Volkes. […]. Der Führer steht daher vor allem und vor allen unter der Treuepflicht, unter dem Rechte.“ (Lange)[168]

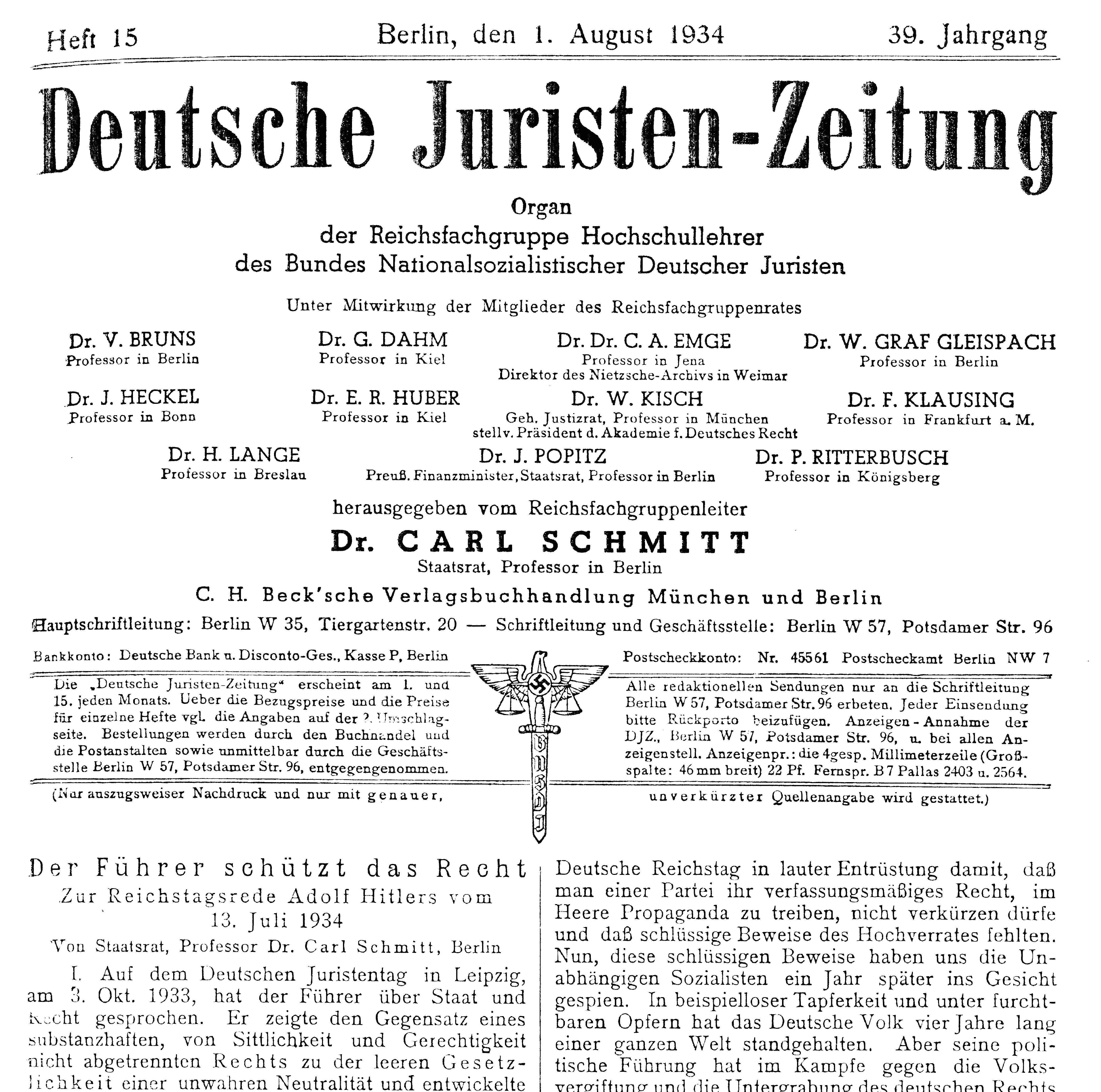
Deutsche Juristen-Zeitung 1934, S. 945 – mit dem Anfang Carl Schmitts Aufsatz Der Führer schützt das Recht

Der nationalsozialistische Rechtsstaat sollte ja gerade kein Gesetzes- oder Gesetzgebungsstaat sein, so Schmitt, Freisler, Lange, Ipsen; und auch in Carl Schmitts berüchtigtem Aufsatz zur Ermordung von Röhm und anderen setzt der Führer nicht etwa Recht, sondern: „Der Führer schützt das Recht“. In dieser Weise konzeptionierte auch Otto von Schweinichen den „Führerwillen als […] Willen zur Feststellung“ – nicht: Setzung – „und Durchsetzung von Recht“
Danach bleibt also unklar, wie die nationalsozialistische Auffassung des Verhältnisses von Staat und Recht als monistisch beschrieben (und verworfen) werden soll, wenn gleichzeitig erkannt wird, dass das nationalsozialistische Rechtsstaatsverständnis „materiell“ (substantialistisch) war.
B. Stolleis vermeidet die Schwierigkeit, einen wahren Begriff von Rechtsstaat behaupten zu müssen, sondern beschränkt sich auf den Vorwurf, dass die nationalsozialistischen Akteure ihre „taktische“ Berufung auf den Rechtsstaat gar nicht ernstgemeint hätten. Dieser Vorwurf lässt sich jedoch – außer ansatzweise bei Carl Schmitt – anhand der Quellentexte nicht erhärten; auch Stolleis selbst führt dafür keine Zitate an.
C. Die Position, dass die Nationalsozialisten zu Recht ein materielles Rechtsstaatsverständnis beansprucht haben, steht spiegelbildlich vor dem gleichen Problem wie Schellenberg: Zwar mag sich zeigen lassen, dass das nationalsozialistische Rechtsstaatsverständnis – mutatis mutandis – objektiv in einer Traditionslinie mit früheren und späteren materiellen Rechtsstaatsverständnissen steht. Subjektiv beanspruchten die nationalsozialistischen Autoren – abgesehen von Schmitts Bezugnahme auf Gneist und Stein sowie Tatarin-Tarnheydens auf Gierke – aber Novitätscharakter für ihren Rechtsstaatsbegriff, und zwar nicht nur in Bezug auf dessen rassentheoretische Grundierung, sondern tendenziell allgemein nicht nur gegenüber der Weimarer Republik, sondern auch gegenüber dem 19. Jahrhundert, das pauschal unter einem undifferenzierten Begriff von „liberal“ subsumiert wurde.
- Es ist wissenschaftlich unzureichend, die nationalsozialistische Charakterisierung des 19. Jahrhunderts als liberal unbesehen zu übernehmen und auf dieser Grundlage einen qualitativen Unterschied zwischen dem nationalsozialistischen und dem vorweimarer Rechtsstaatsverständnis zu behaupten.
- Aber es wäre auch unzureichend, aufgrund des nicht demokratisch-parlamentarischen Charakters sowohl des konstitutionell-monarchischen als auch des nationalsozialistischen Rechtsstaatsverständnis beide einfach gleichzusetzen.[171] Der spezifische Modernitätsanspruch, gerade von „konservativen Revolutionären“ wie Carl Schmitt (aber auch originären Nationalsozialisten), und zwar sowohl in Bezug auf deren eigene Gegenwart[172] als auch deren rückblickende Kritik am 19. Jahrhundert müssten in eine umfassende Analyse deren Verwendung des Rechtsstaatsbegriffs eingehen.

Eine solch umfassende, historisch vergleichende Analyse war auch von Hilger nicht beansprucht, der sich vielmehr erklärtermaßen „auf eine[n] vornehmlich deskriptiven Ansatz, von dem aus die [nationalsozialistischen] Auffassungen zum Begriff des Rechtsstaats ausführlich dargestellt werden sollen“ beschränkte.
D. Unbeantwortet und in dieser Deutlichkeit auch nicht einmal gestellt, ist schließlich die Frage, woraus Carl Schmitts tendenzieller Strategiewechsel von einer substantialistischen Vereinnahmung des Rechtsstaatsbegriff zum in Erwägung ziehen dessen Aufgabe zu erklären ist. Dies liegt daran, dass die einen in Schmitt einen Kritiker „des“ Rechtsstaats schlechthin sehen, die zweiten meinen, Schmitt habe vor und nach dem Nationalsozialismus keinen materiellen, sondern einen formellen Rechtsstaatsbegriff vertreten (so Schuller), und die dritten, die Schmitts materiell orientierte Vereinnahmungsstrategie am deutlichsten herausarbeiten, sein Schwanken 1935 übersehen. Allein Ule vermutet, dass jener Strategiewechsel „durch die Untersuchungen seines [Schmitts] Schülers Krauß unterstützt worden waren“. Dagegen vermutet Hilger, dass Schmitt „Krauß […] als Sprachrohr benutzte“ – aber weniger wegen des Rechtsstaats selbst, als vielmehr im Ränkespiel mit Koellreutter. Beide Vermutungen werden aber nicht durch Quellen belegt. Die Hypothese von Hilger leidet zusätzlich daran, dass sie zwar ggf. die Positionierung von Krauß erklären kann, aber auf die zugrundeliegende Frage nach der (Um)positionierung von Schmitt keine Antwort gibt. –
Bei den Aufsätzen von Ule und Schuller fällt dagegen vor allem die – je unterschiedliche – apologetische Funktion auf.
- Schmitts NS-Engagement wird von Ule zu einer negativen „charakterlichen Eigenschaft“ ent-politisiert und individualisiert. Demgegenüber sei das NS-Engagement von Koellreutter – Ules akademischem Lehrer[176] – zwar blauäugig, aber vom Glauben an den „Ewigkeitswert“ des Rechtsstaats getragen gewesen. Dass Koellreutter seinerseits beanspruchte, (im Vergleich mit Schmitt) der authentischere Nationalsozialist zu sein,[177] spielte für Ules Bewertung „charakterliche[r] Eigenschaften“ anscheinend keine Rolle. Auch die Frage, ob ein Nationalsozialismus mit Verwaltungsgerichten als kleineres Übel im Vergleich zu einem Nationalsozialismus ohne Verwaltungsgerichte anzusehen sei und deshalb ein Engagement für ein Nationalsozialismus mit Verwaltungsgerichten als „Verdienst“ zu bezeichnen sei, kommt bei Ule gar nicht erst auf.
- Während Ule in Übereinstimmung mit der nach 1945 lange Zeit herrschenden Geschichtsschreibung das nationalsozialistische Engagement deutscher Rechtswissenschaftler vor allem als Engagement von Carl Schmitt darstellt, wendet sich Wolfgang Schuller, der nicht nur Professor emeritus der Universität Konstanz, sondern laut Selbstzitierung auch Autor der – ehemals nationalrevolutionären, mittlerweile pluralistischeren – Zeitschrift Mut ist,[178] gegen diese Stigmatisierung Schmitts und erinnert daran, dass der Kampf gegen die „Leere“ eines formellen Rechtsstaatsverständnisses durchaus nicht nur das Anliegen Carl Schmitts war – freilich nicht, um jenen Kampf in Frage zu stellen, sondern um für Verständnis für den Extremismus, der Schmitt dabei unterlaufen sei, zu werben.[179] – Diese Erinnerung bringt Schuller mit doppelter Stoßrichtung vor: zum einen in Einebnung des Unterschiedes zwischen Nationalsozialismus und „real existierendem Sozialismus“ und zum anderen als Inpflichtnahme der herrschenden Lehre: „Das Gerechtigkeitserfordernis hat jedoch in mittelbarer Form Eingang in das Staatsdenken der Nachkriegszeit gefunden, und auch hier hat Carl Schmitt – gewiß nicht als einziger – mit seiner Kritik positive Wirkung entfaltet: Der materielle Rechtsstaat ist in der Form des Sozialstaates ein fester Bestandteil des deutschen Staatslebens und der wissenschaftlichen Diskussion geworden. Sogar die Kritik am nulla-poena-Satz ist, man scheut sich fast, es zu sagen, ist auf unerwartete Weise [bei den Mauerschützen-Prozessen] aktuell geworden.“ (S. 131)